# Biserica de lemn Schimbarea la Față din Piatra Neamț

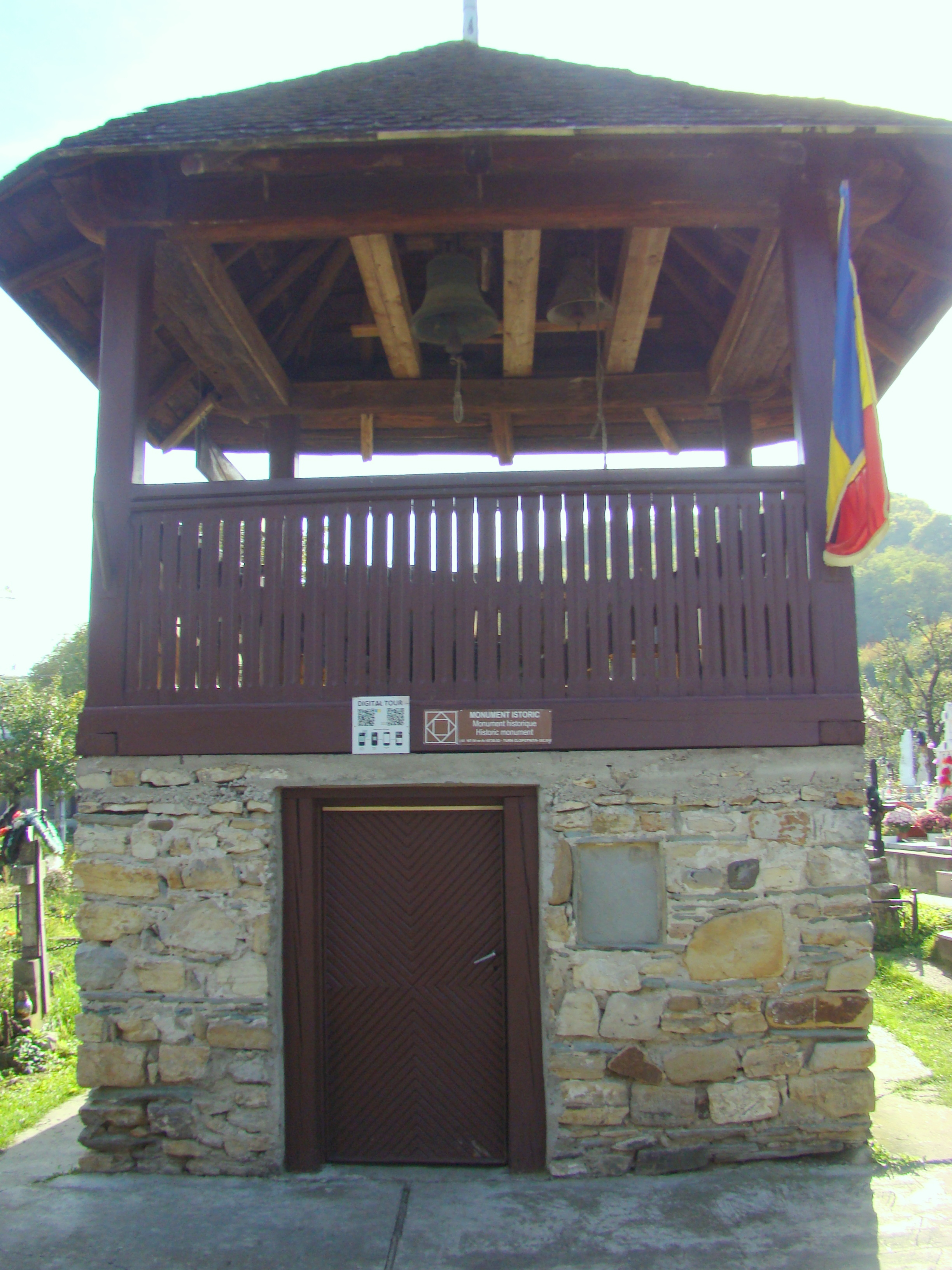
Clopotnița, aflată în imediata apropiere, la sud de biserică

Biserica de lemn Schimbarea la Față din Piatra Neamț face parte dintr-un ansamblu de monumente istorice aflat pe teritoriul municipiului Piatra Neamț.
Ansamblul este format din următoarele monumente:
- Biserica de lemn „Schimbarea la Față” a fostei mănăstiri „Peste Vale” (cod LMI NT-II-m-A-10730.01)
- Turn clopotniță (cod LMI NT-II-m-A-10730.02)

## Istoric și trăsături
Biserica este amplasată pe un platou cuprins între râul Bistrița și dealul Cernegura. A fost onstruită în jur de 1538, cu transformări din secolul XVIII și 1924. Constructia este realizată din bârne și scânduri groase de brad și de stejar, pe temelie din piatră. Are un plan dreptunghiular, cu absida altarului decroșată, pentagonală.
Catapeteasma este de dată mai recentă. În biserică, pe pereții laterali ai naosului, sunt expuse vechile uși împărătești, reprezentând Buna Vestire, și numeroase icoane vechi pe lemn, ce susțin ipoteza că la Văleni a existat o școală de pictură. O parte a icoanelor care au aparținut acestei biserici se găsesc în prezent în muzeele mănăstirilor Văratec, Agapia, Bistrița și Neamț.

## Imagini din exterior

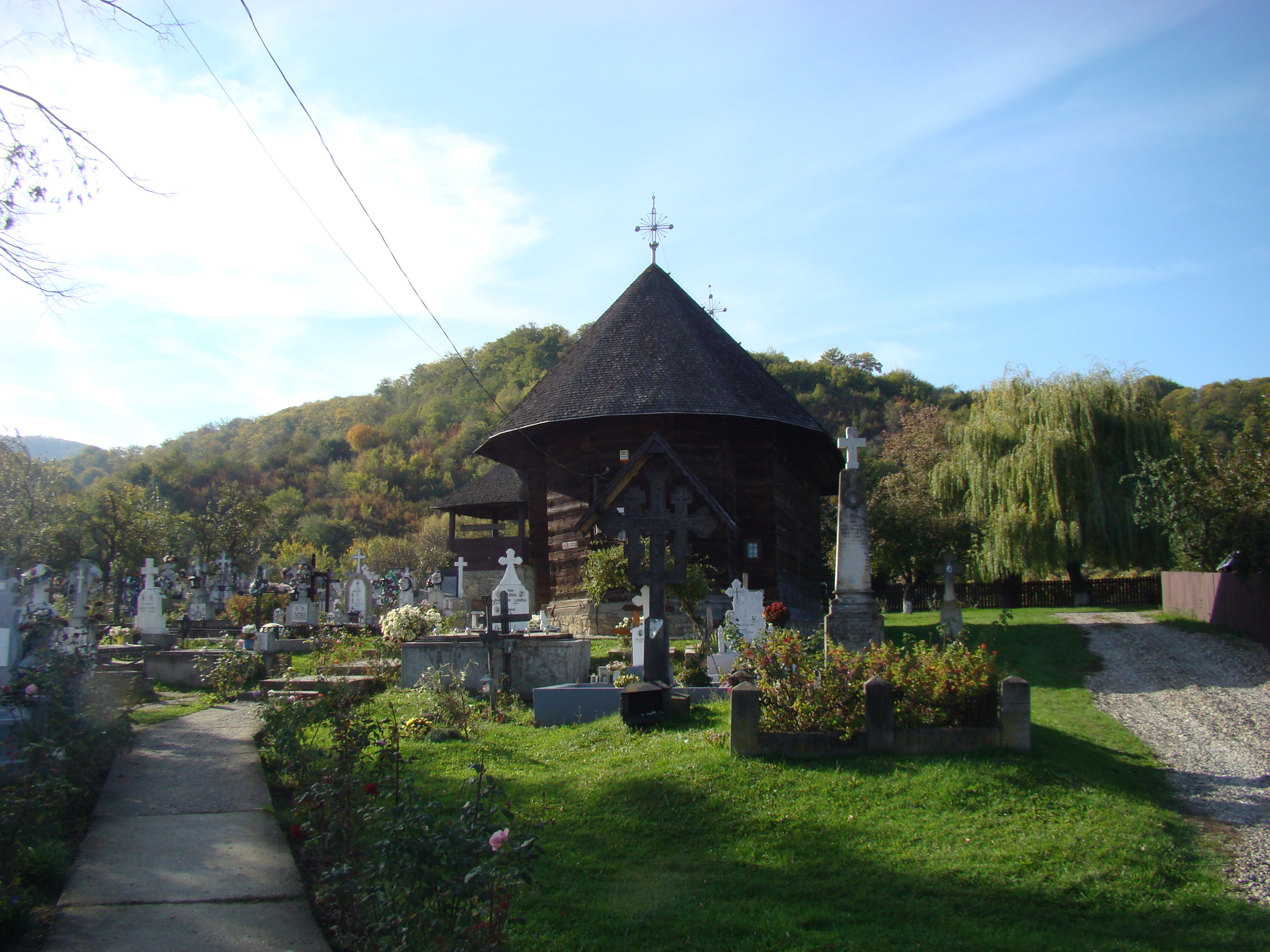
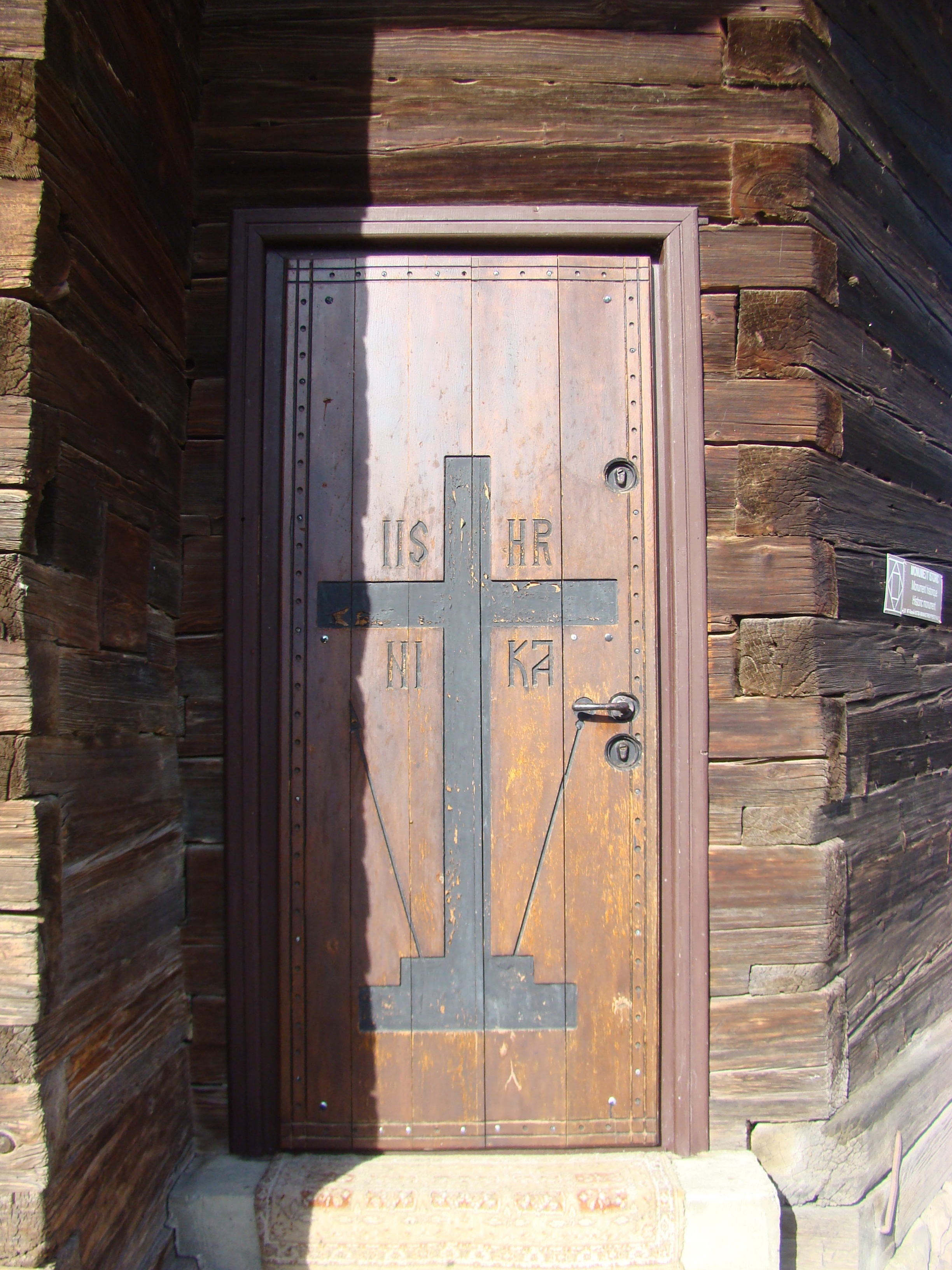
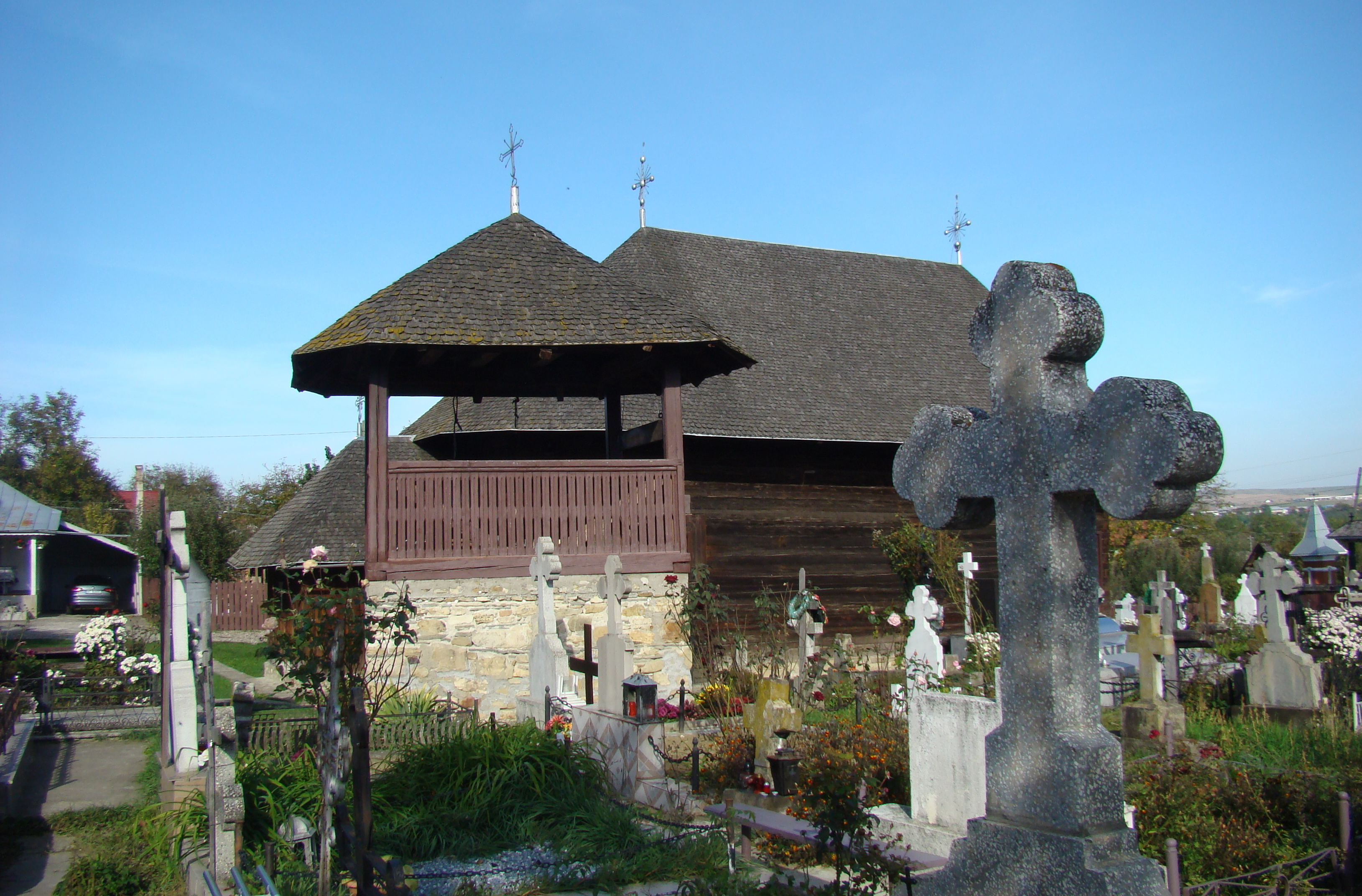
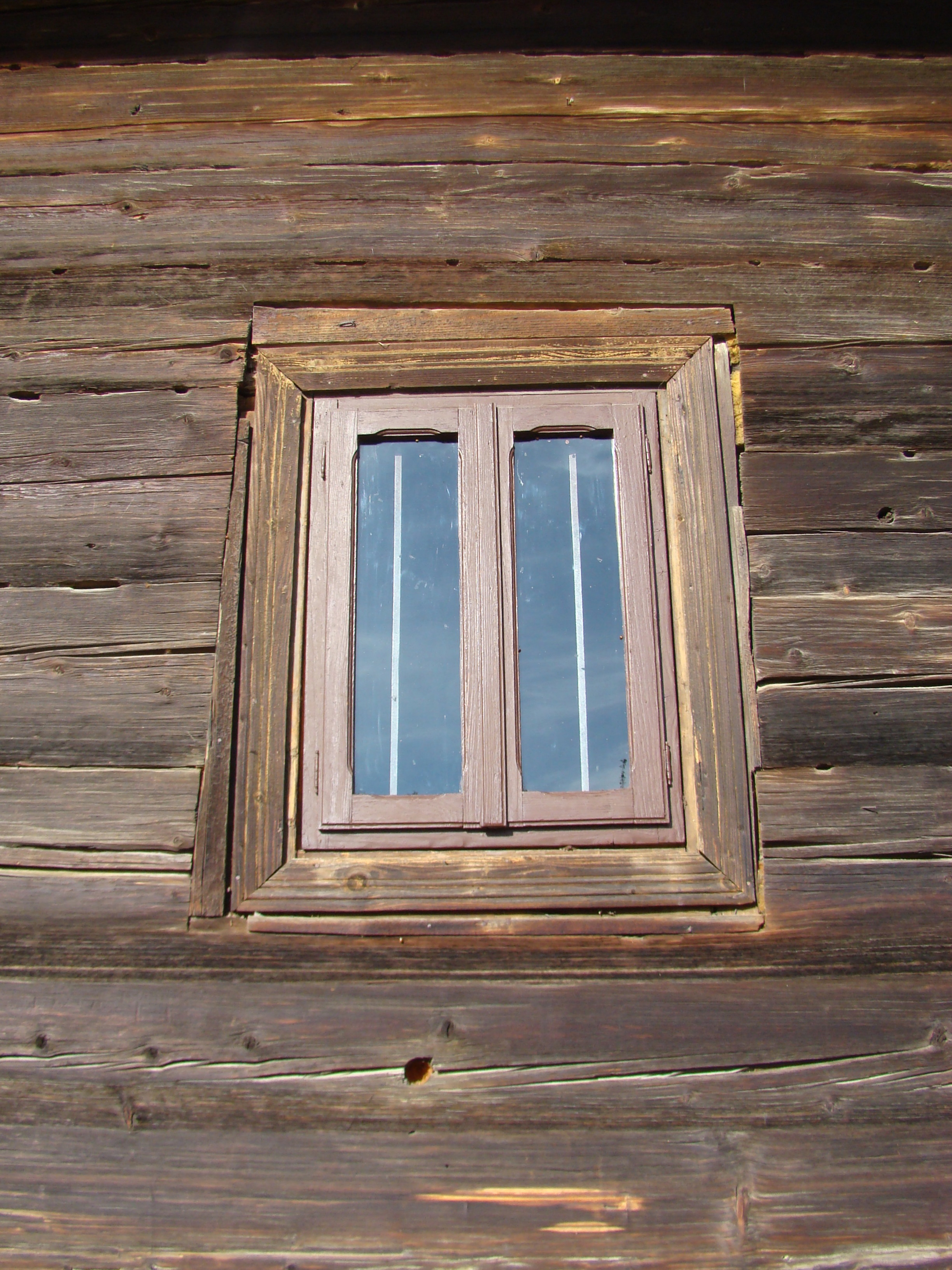
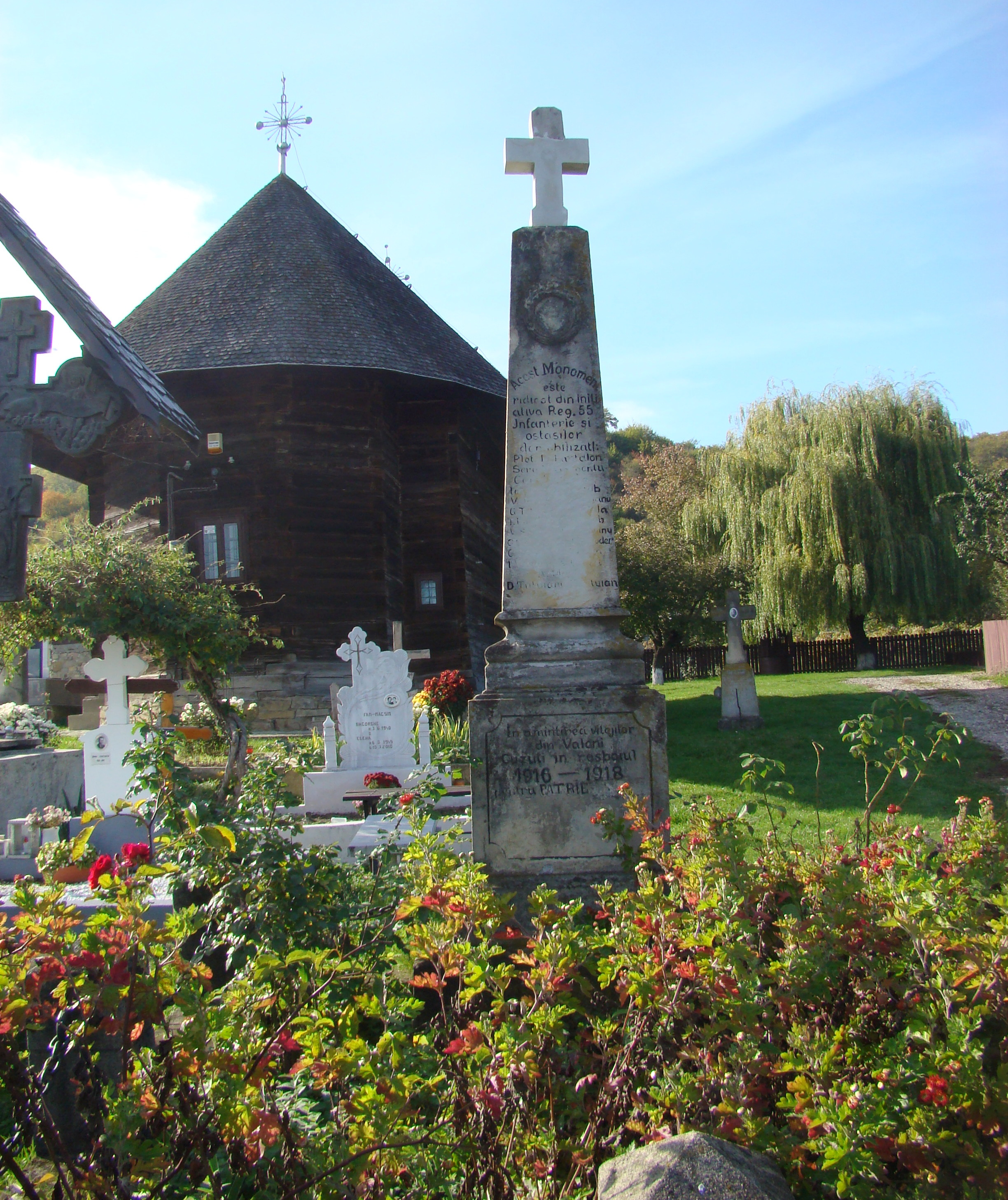
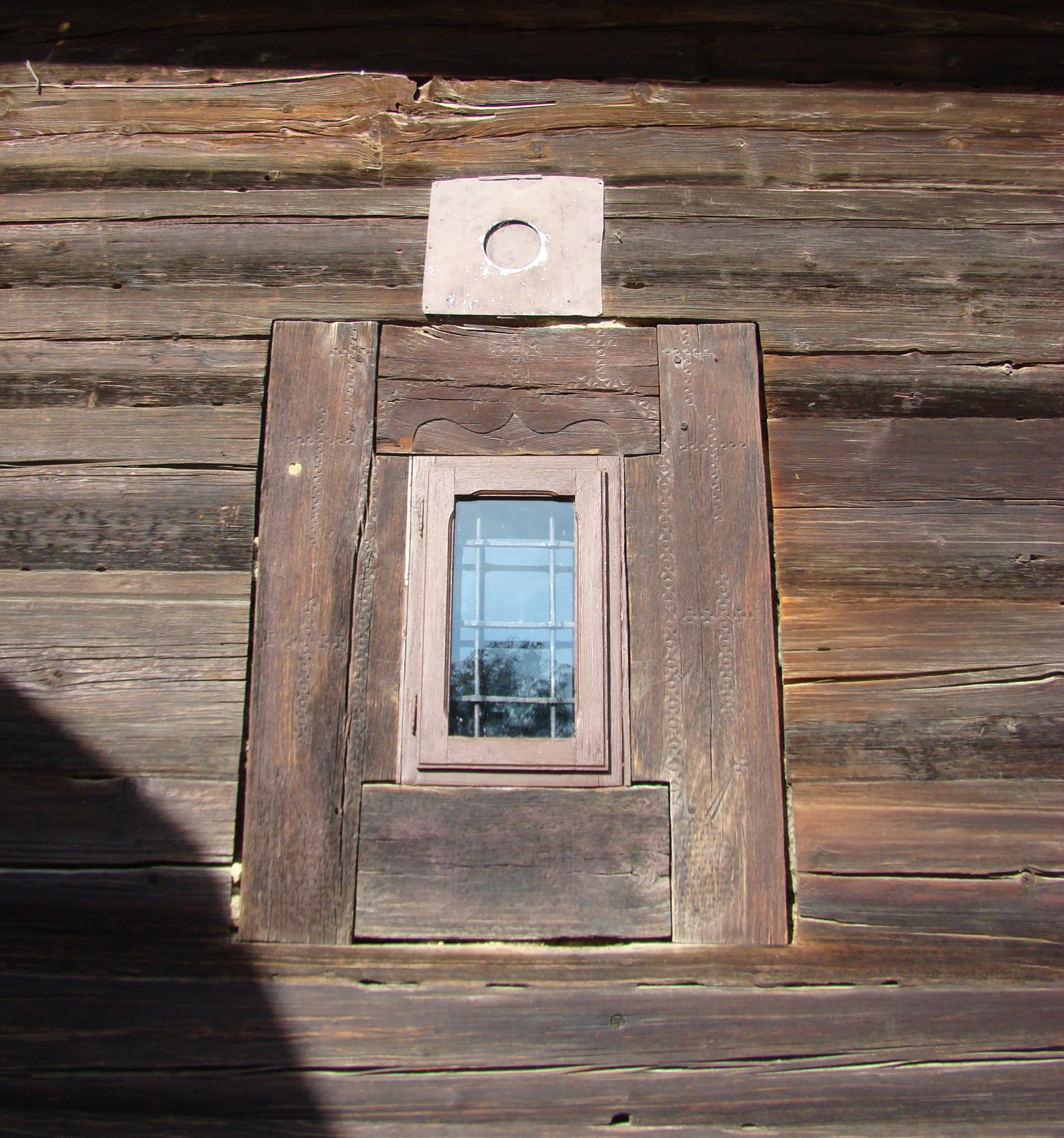
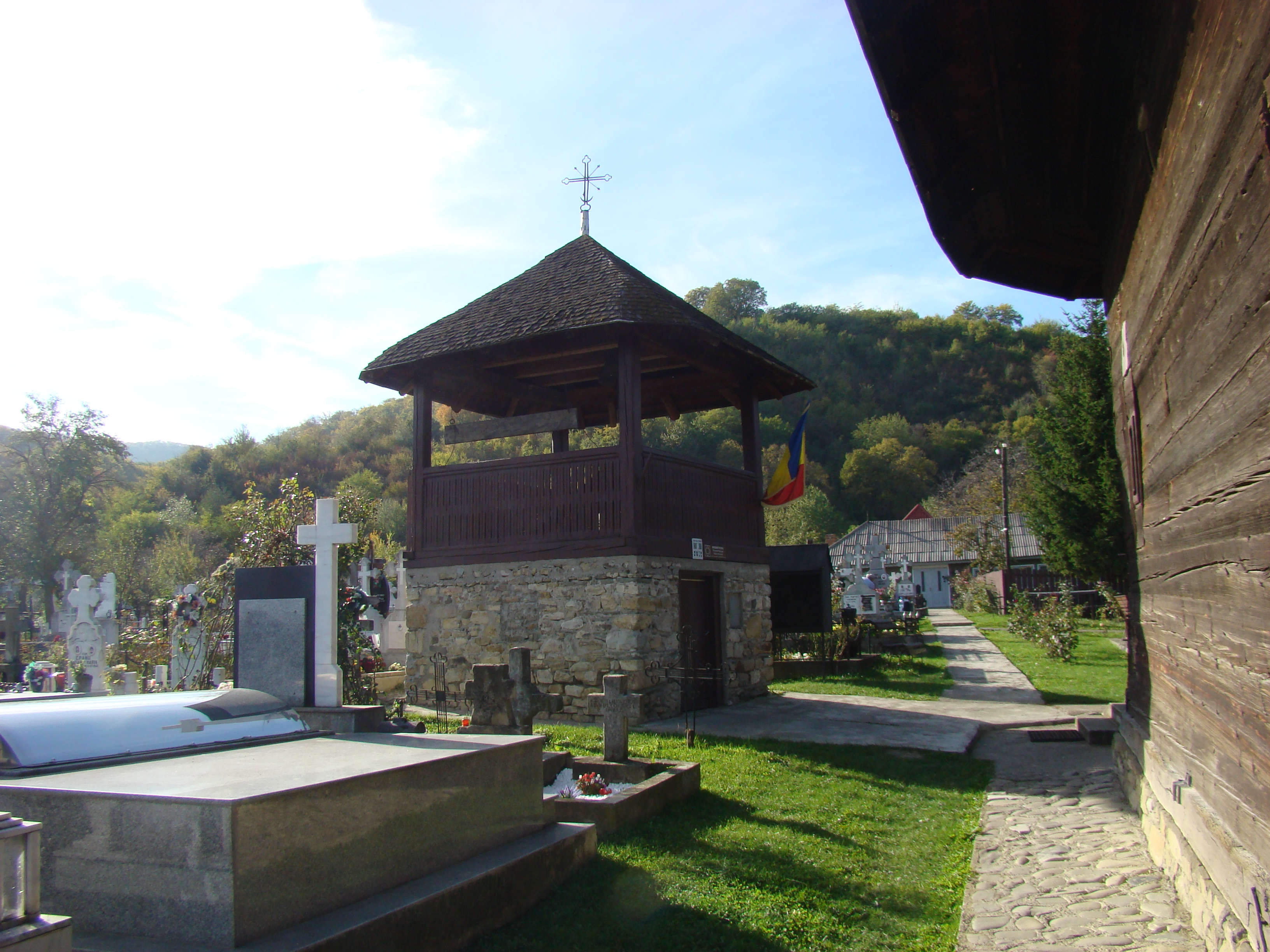
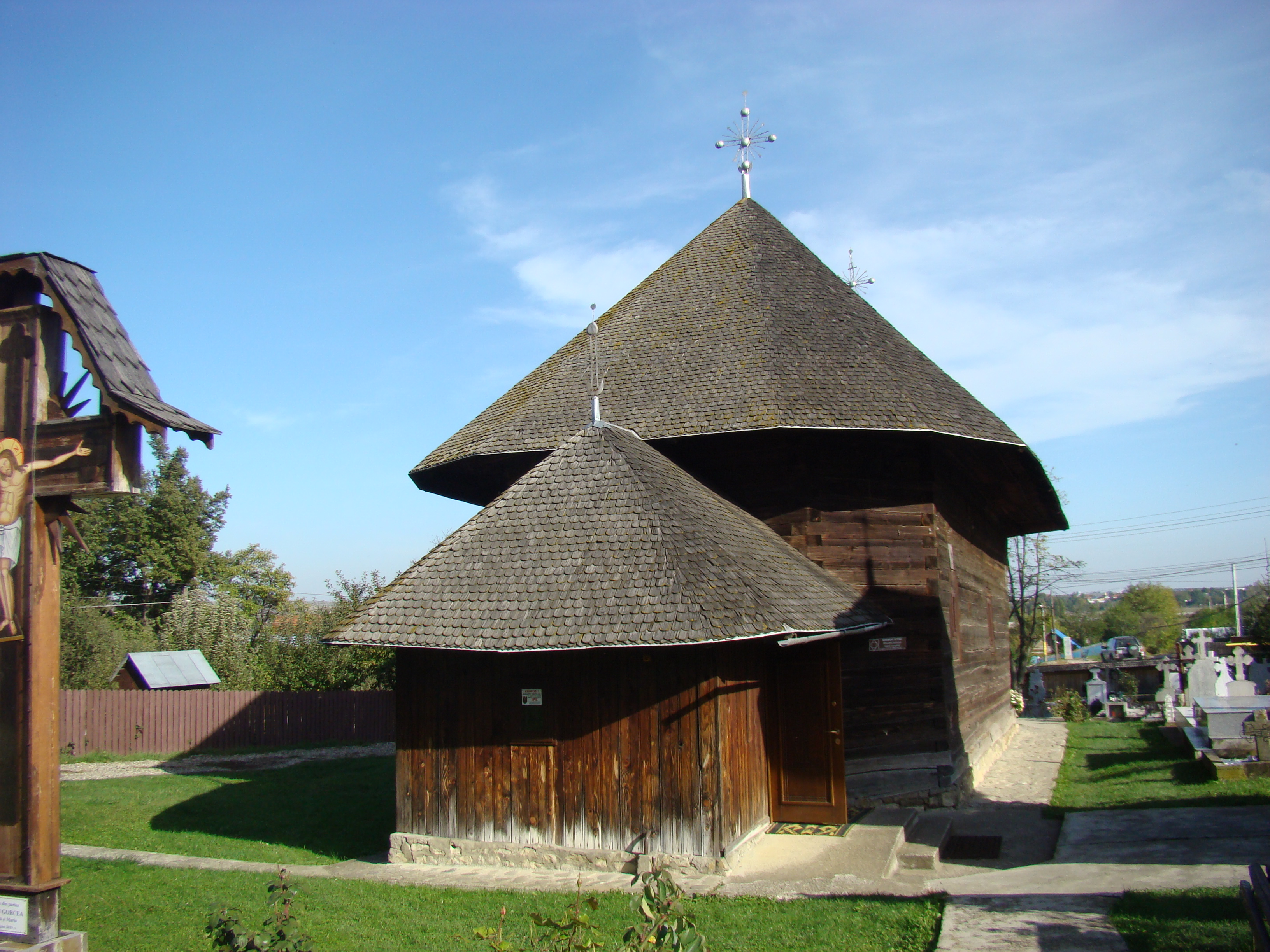
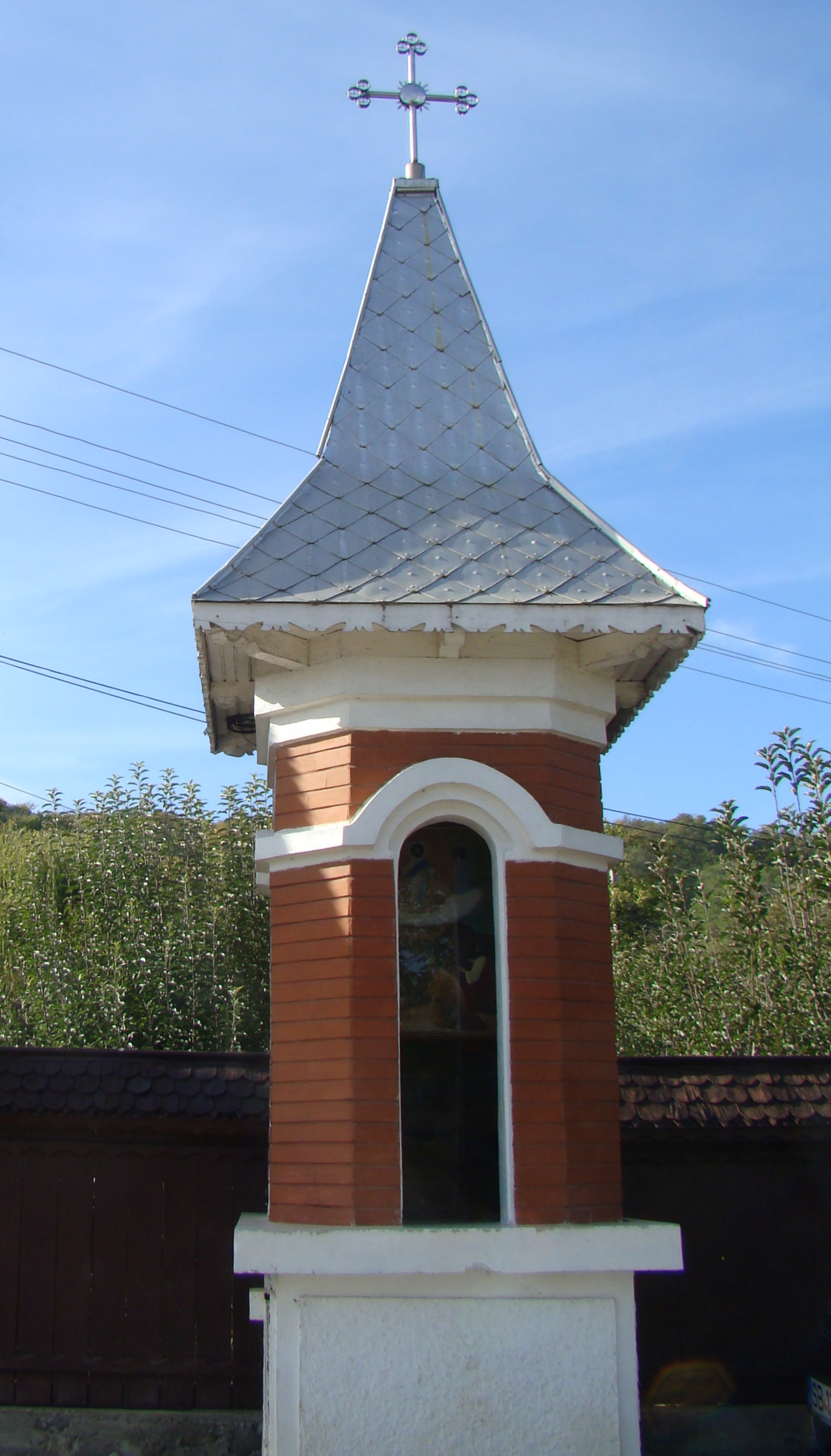
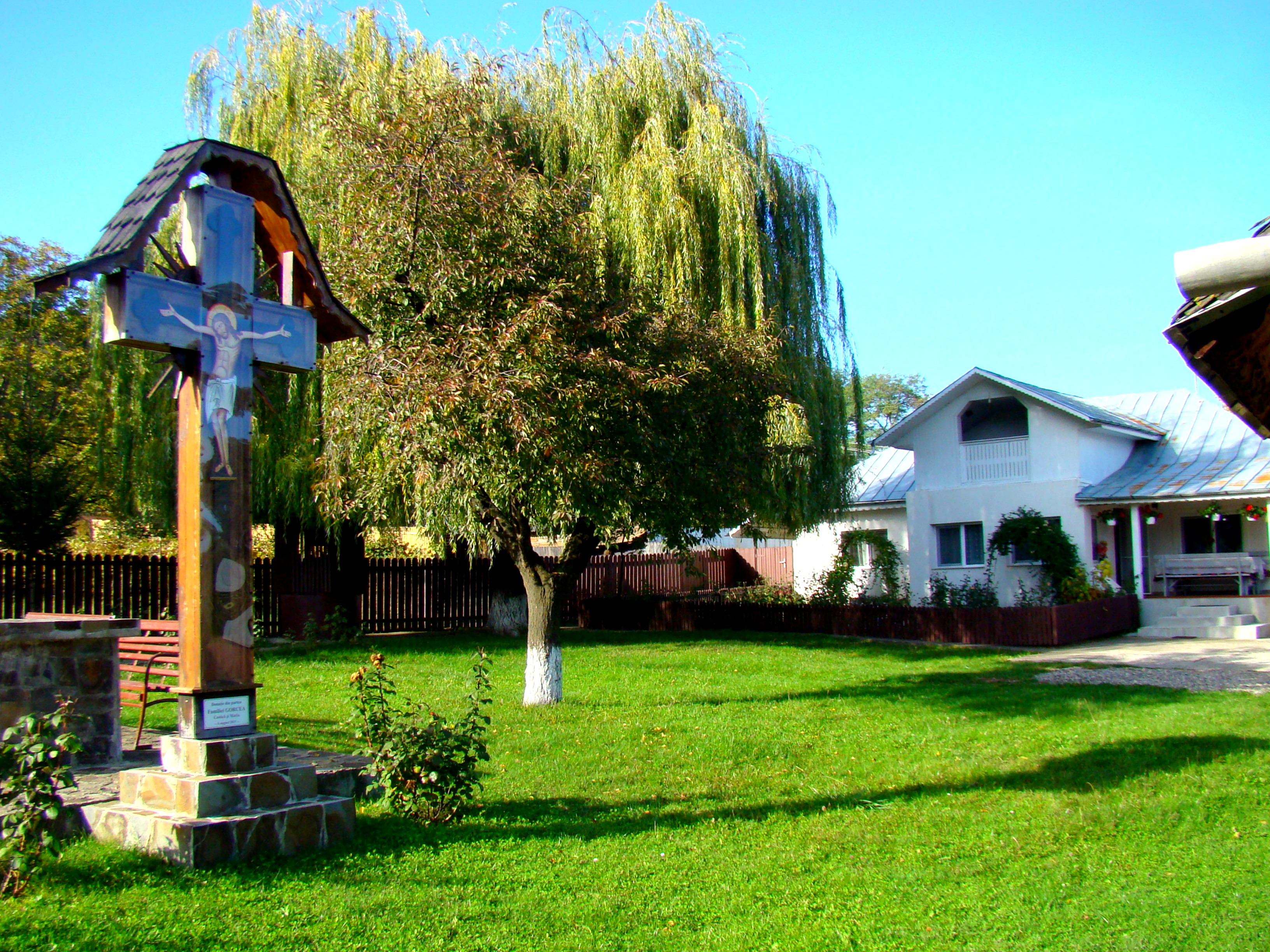
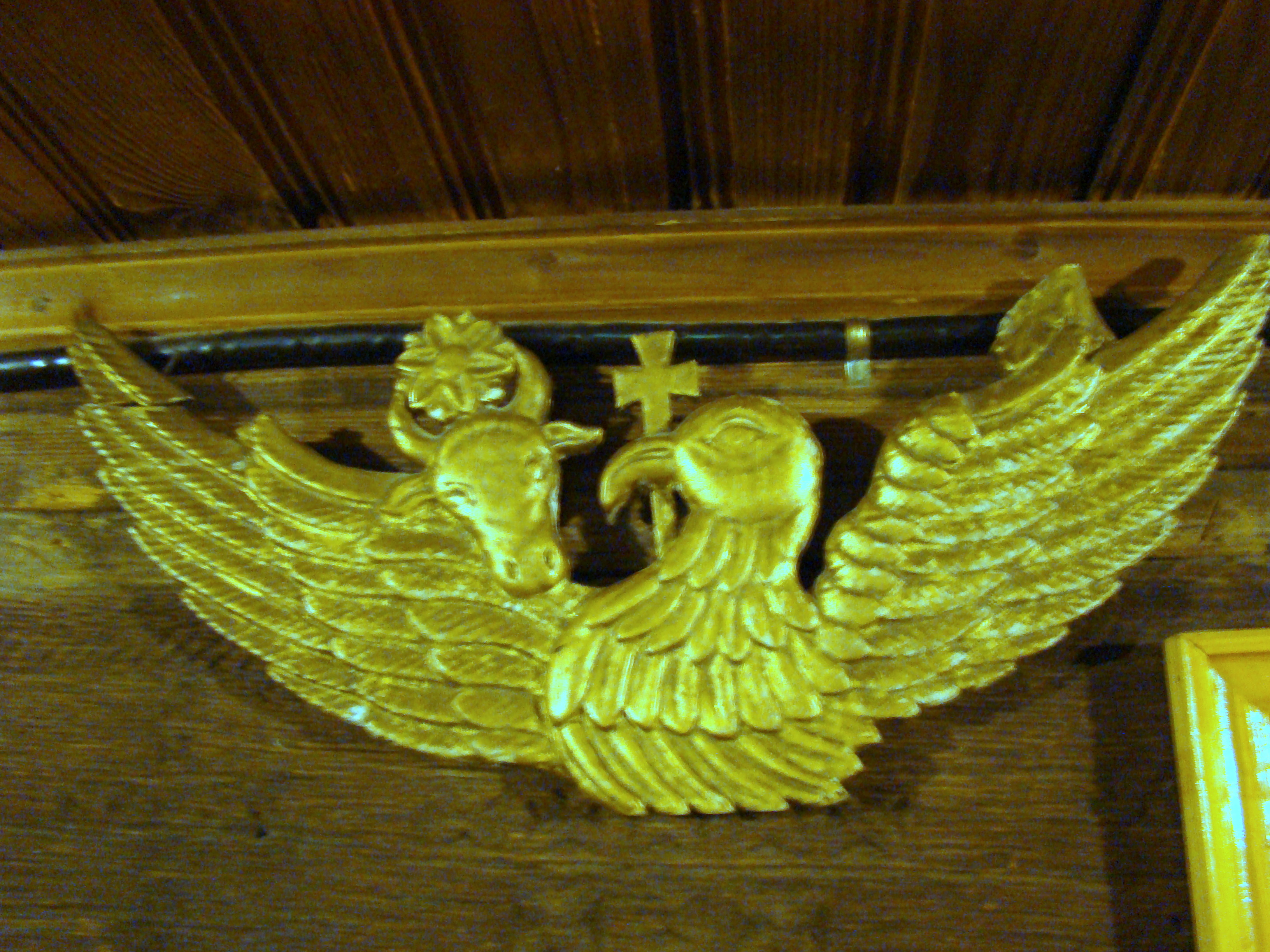
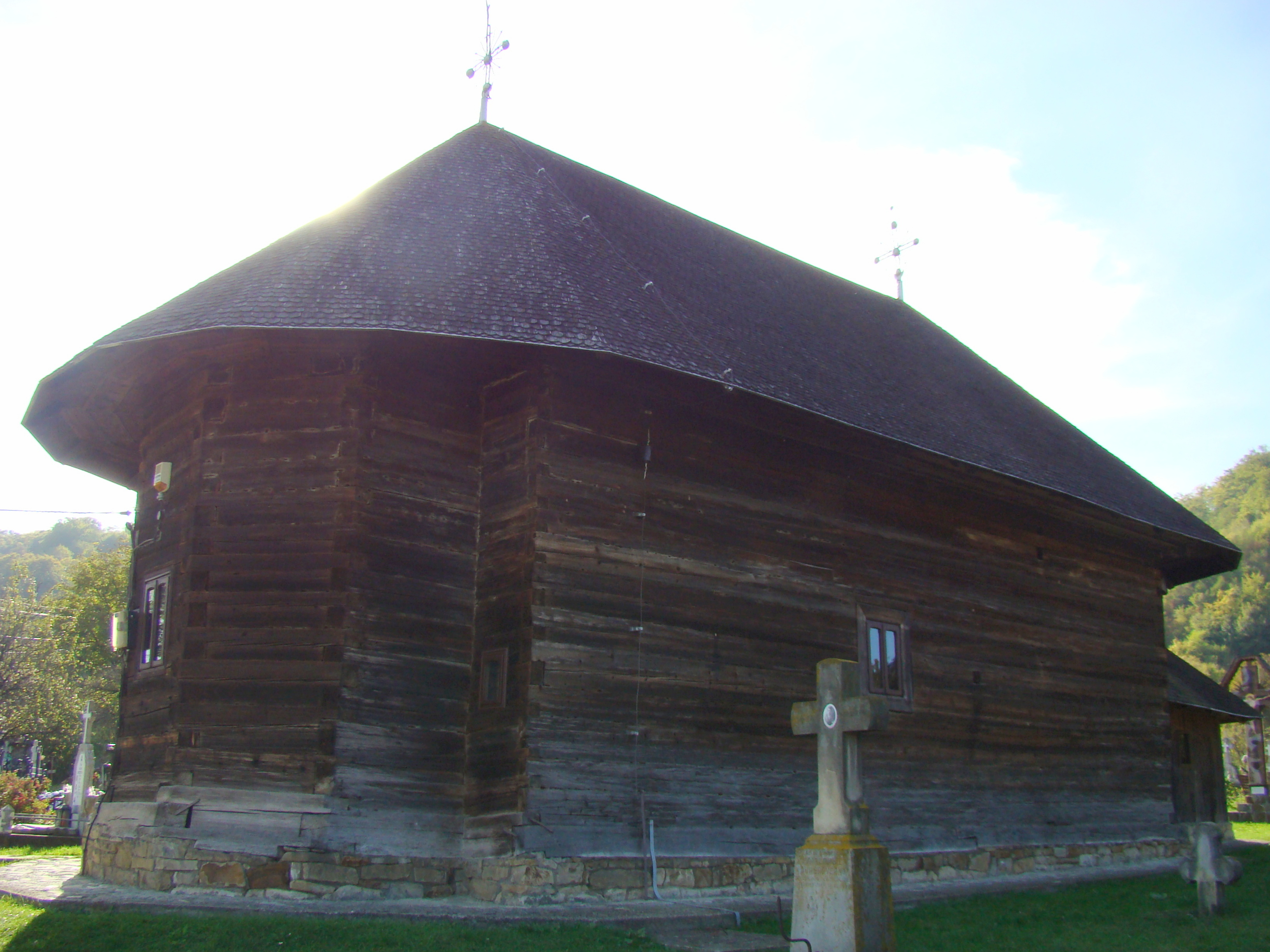
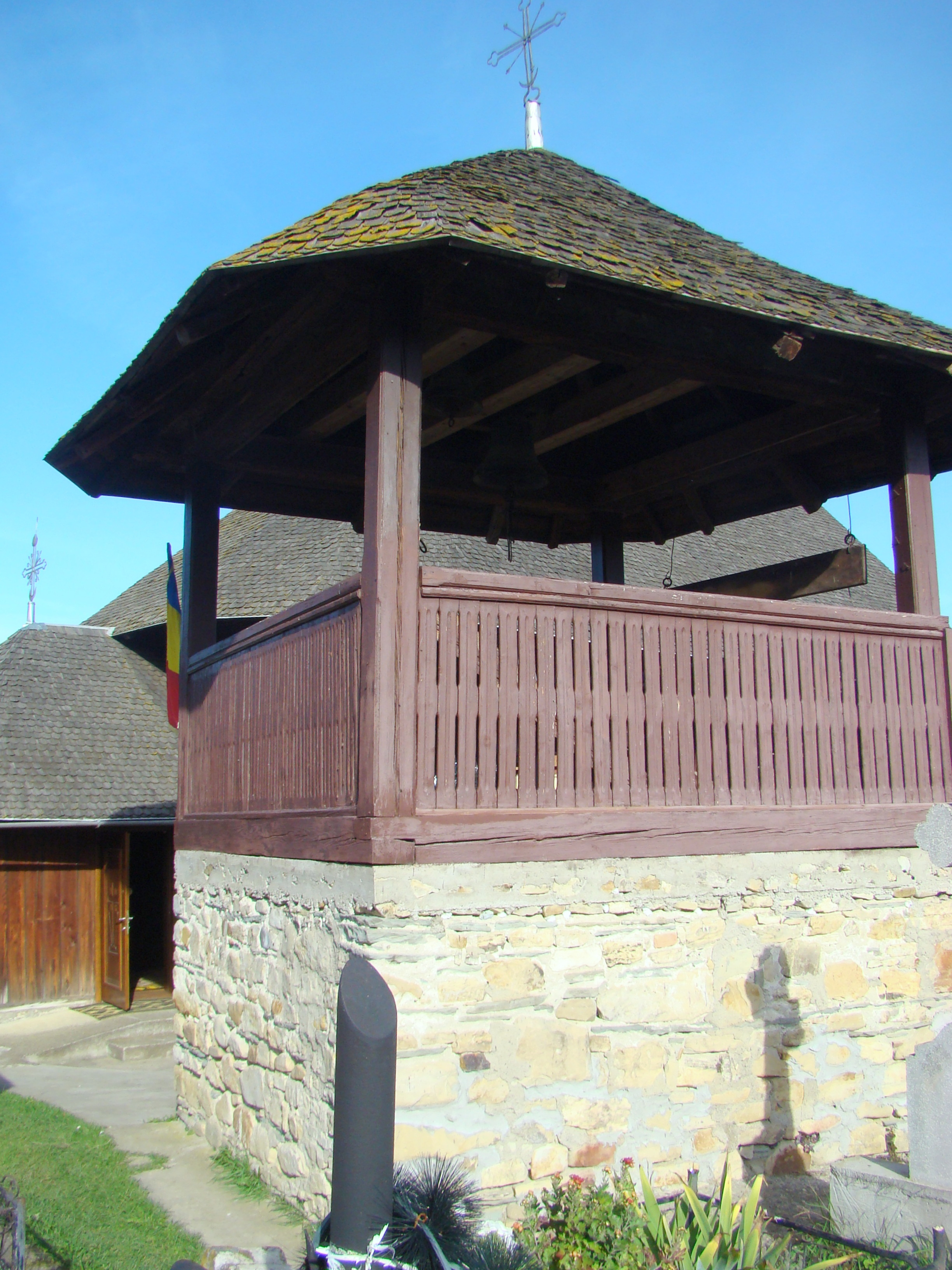
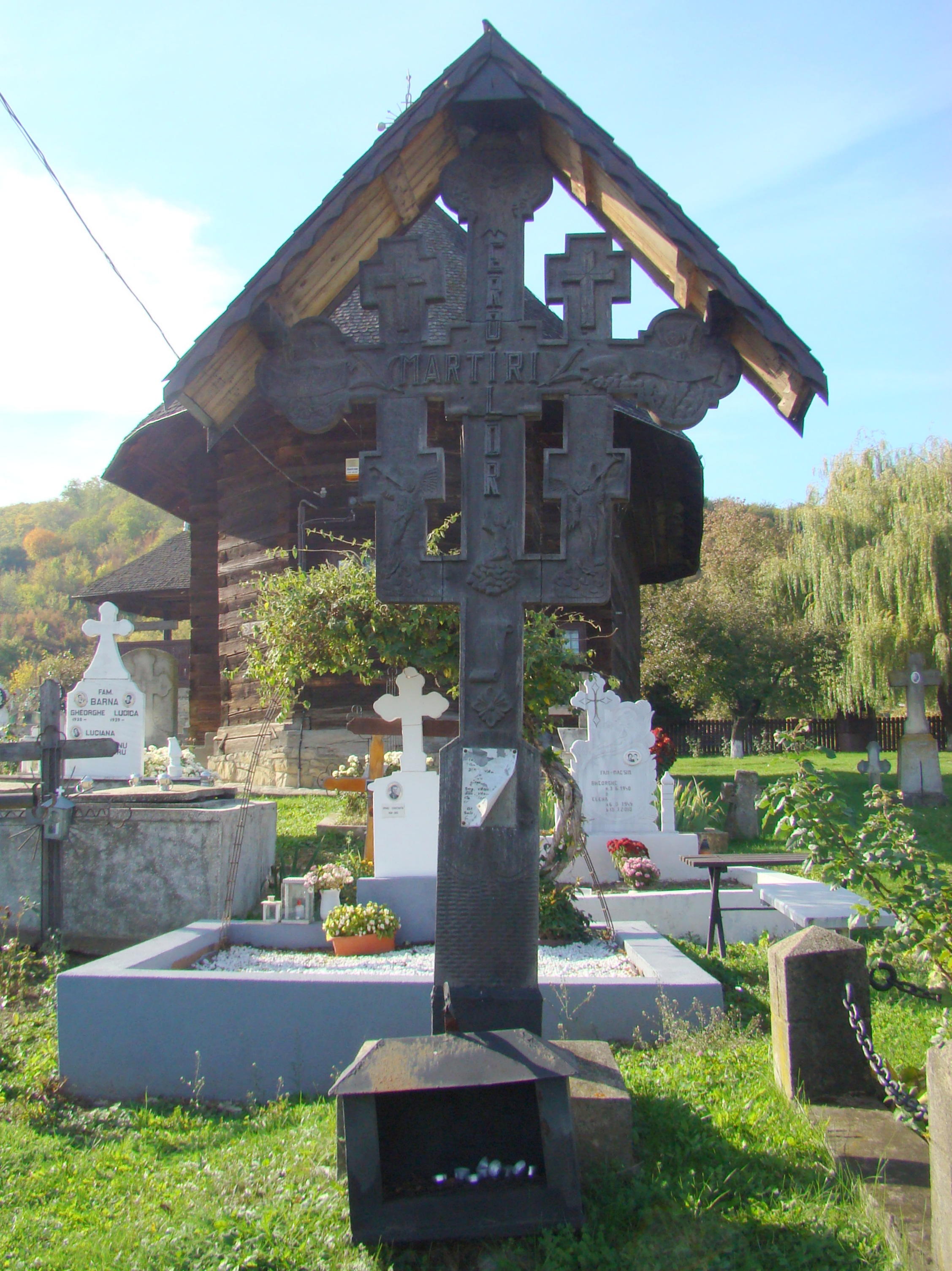
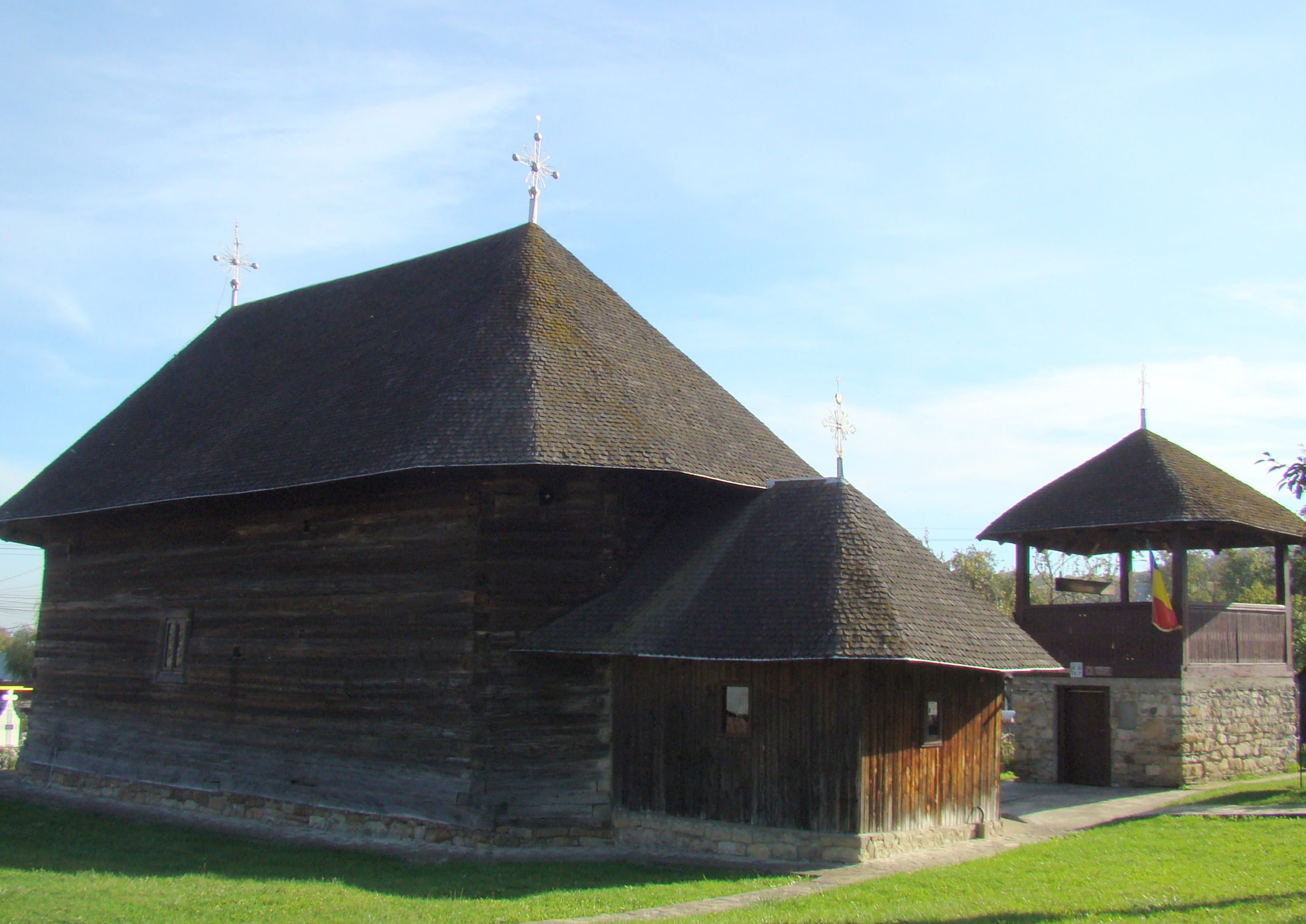
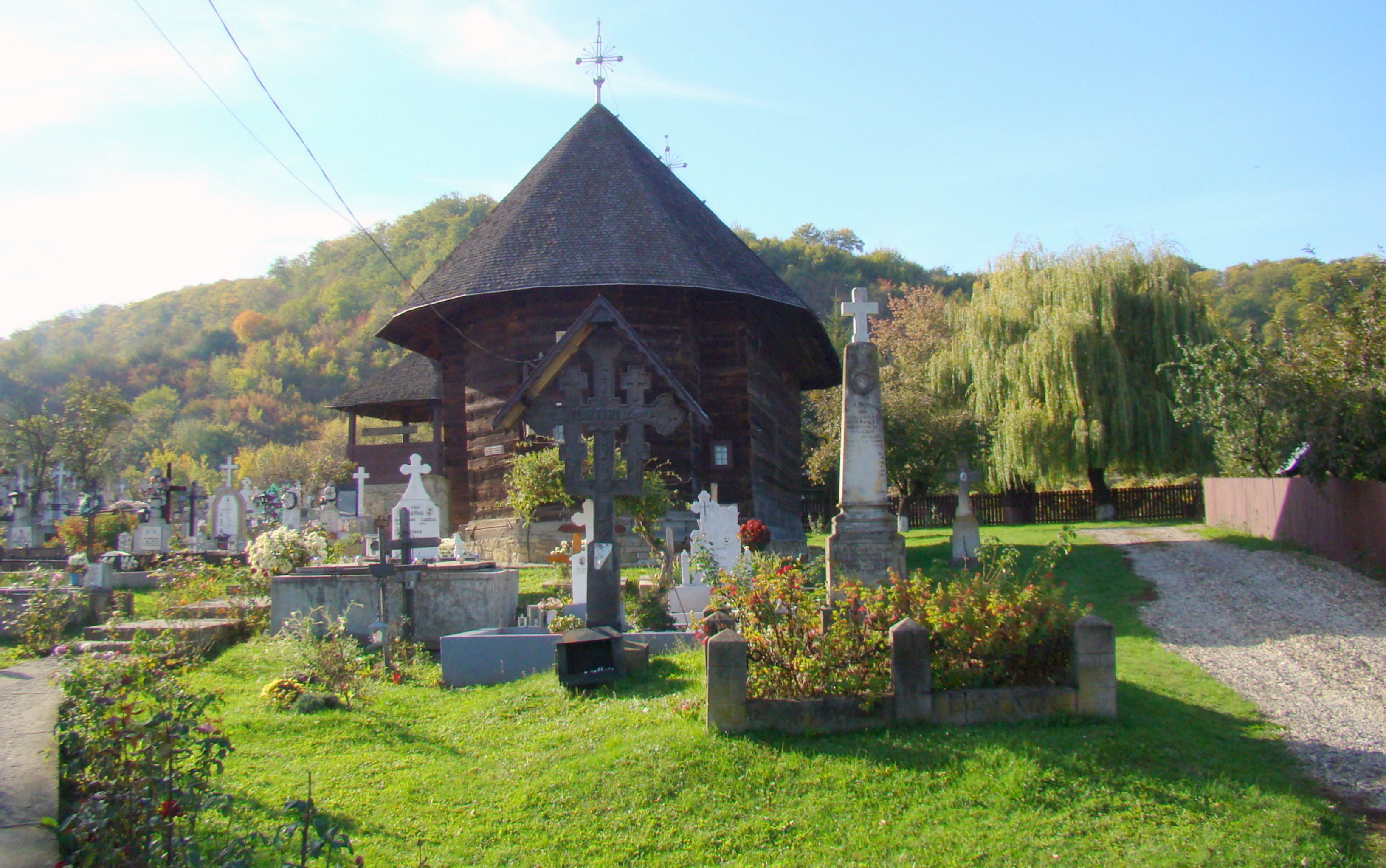
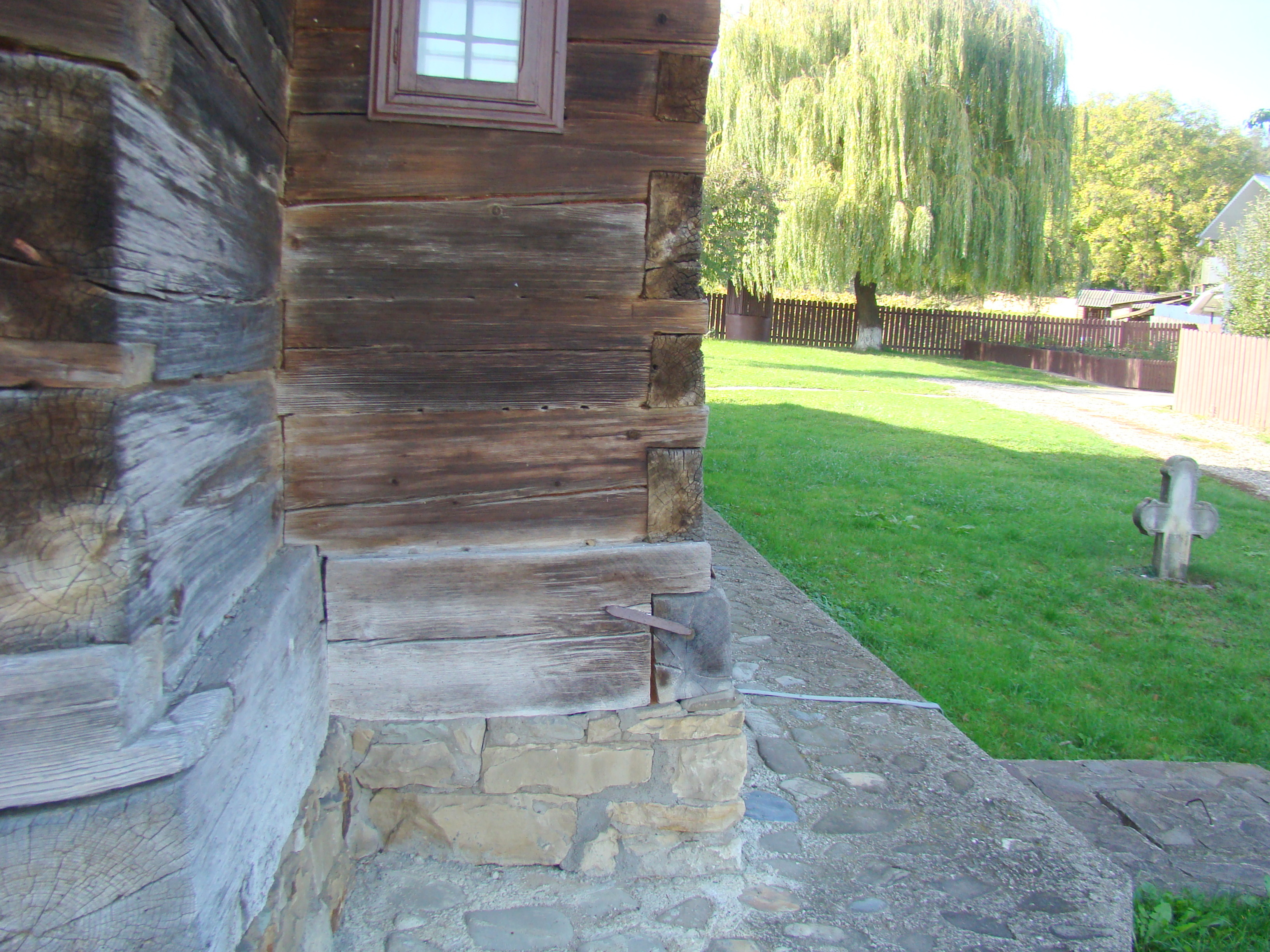
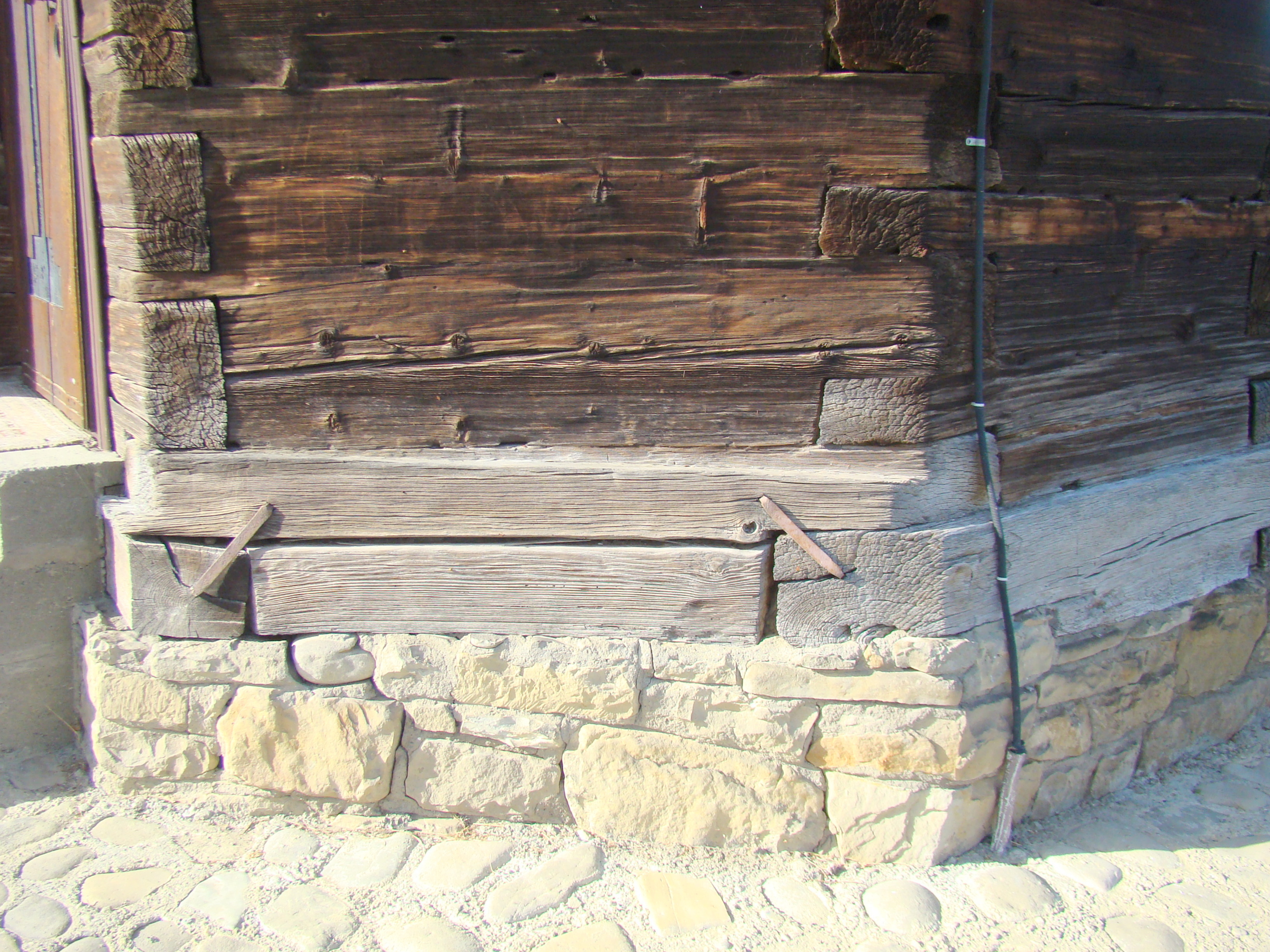
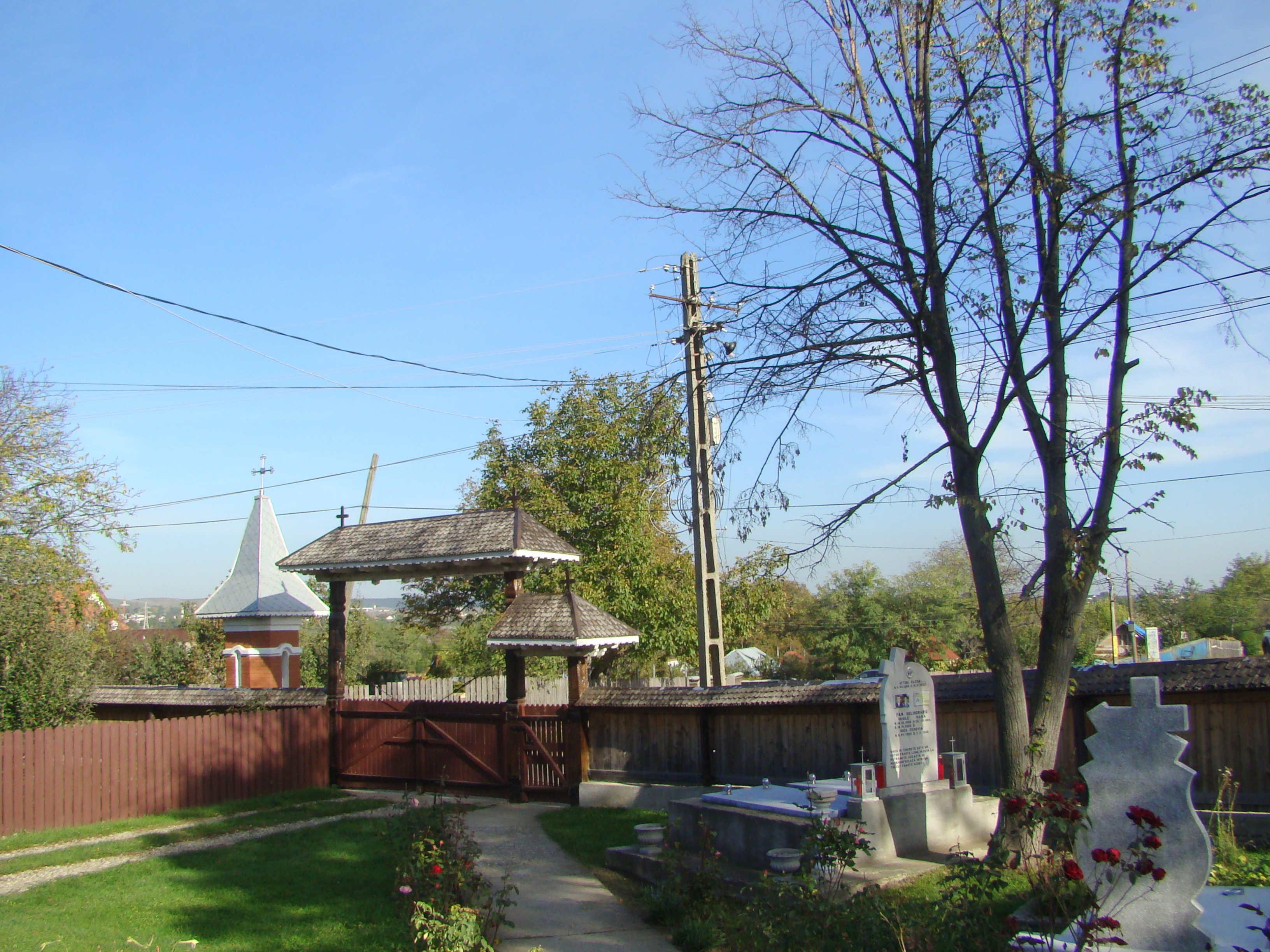
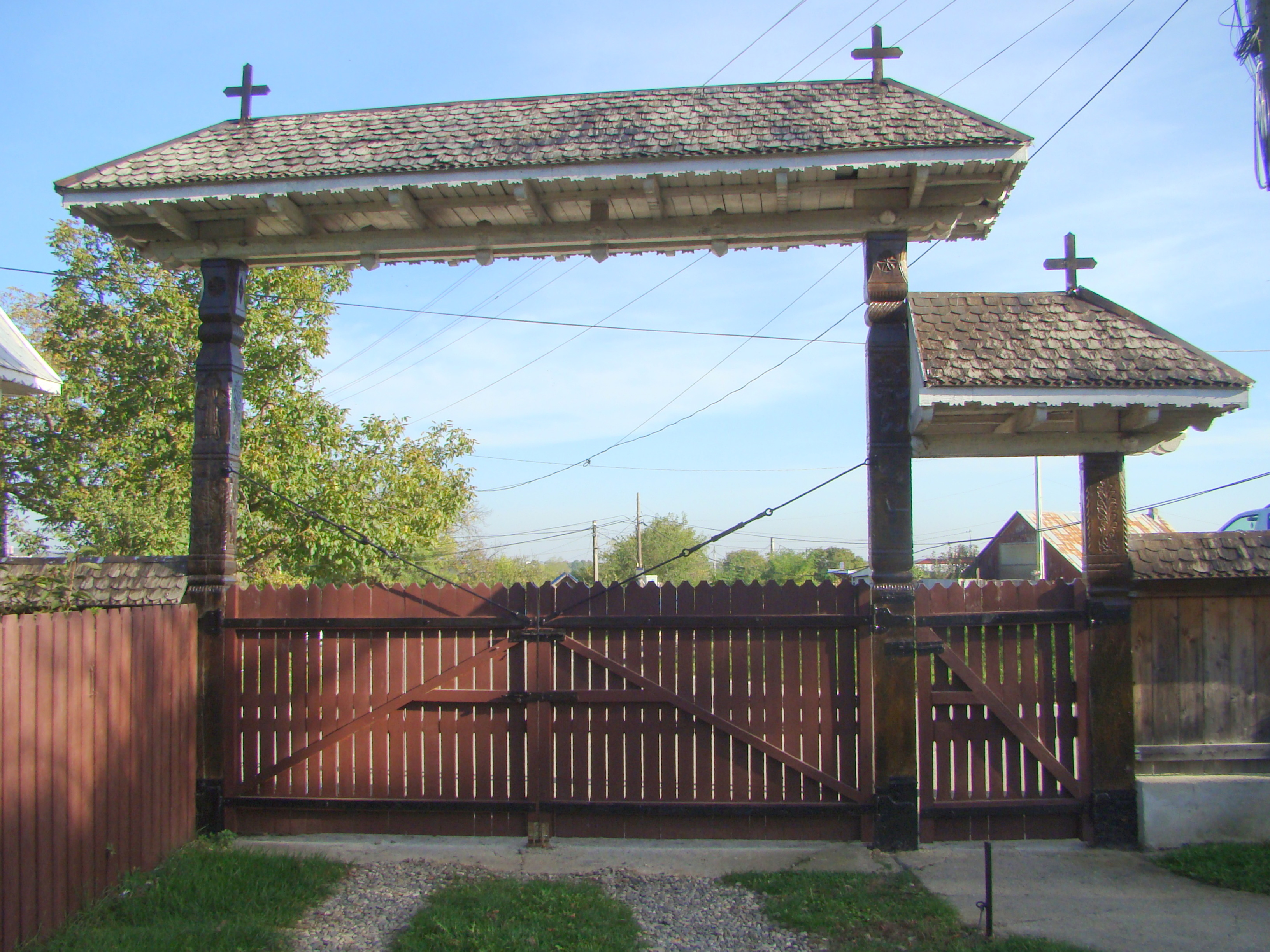
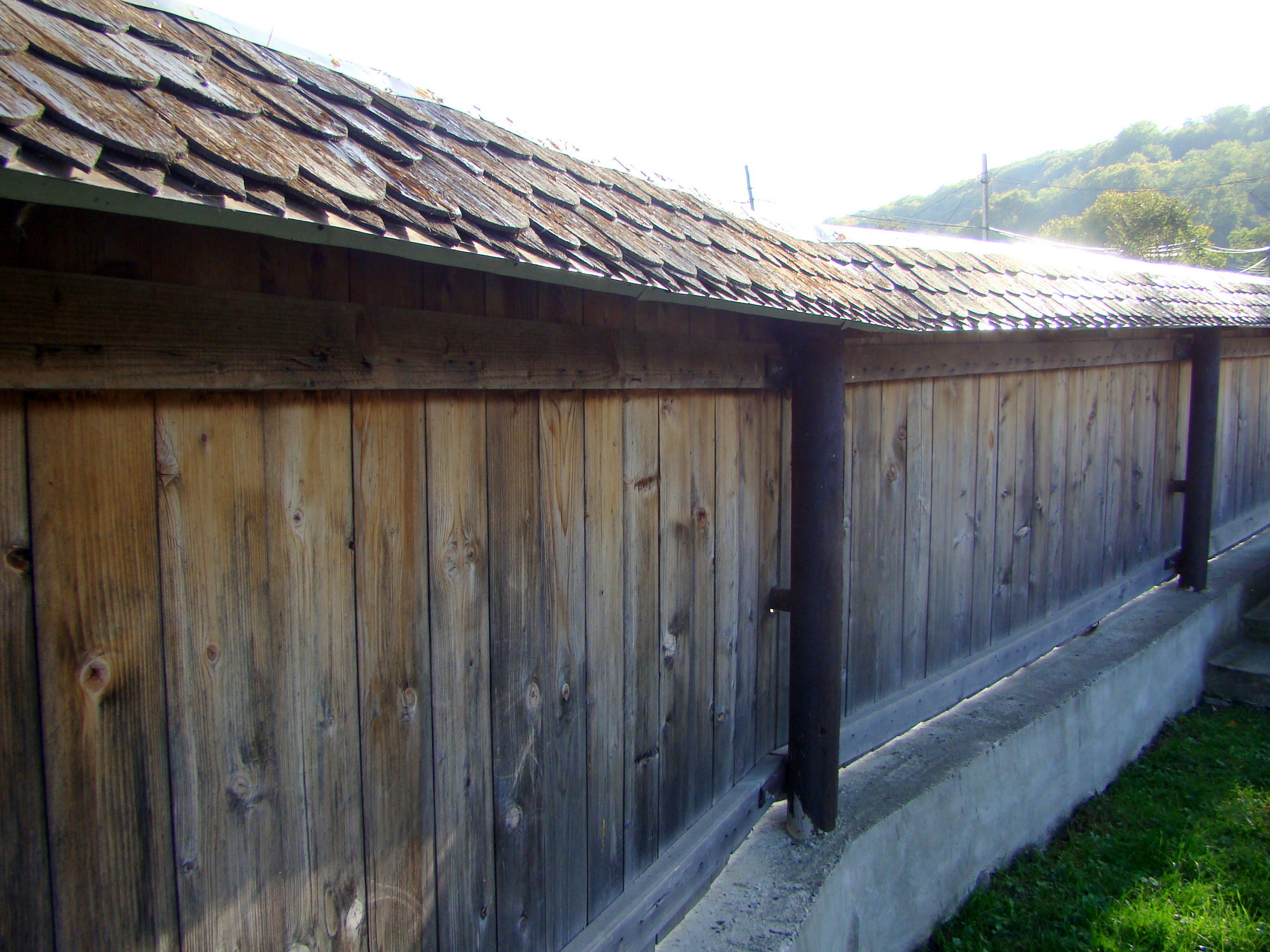
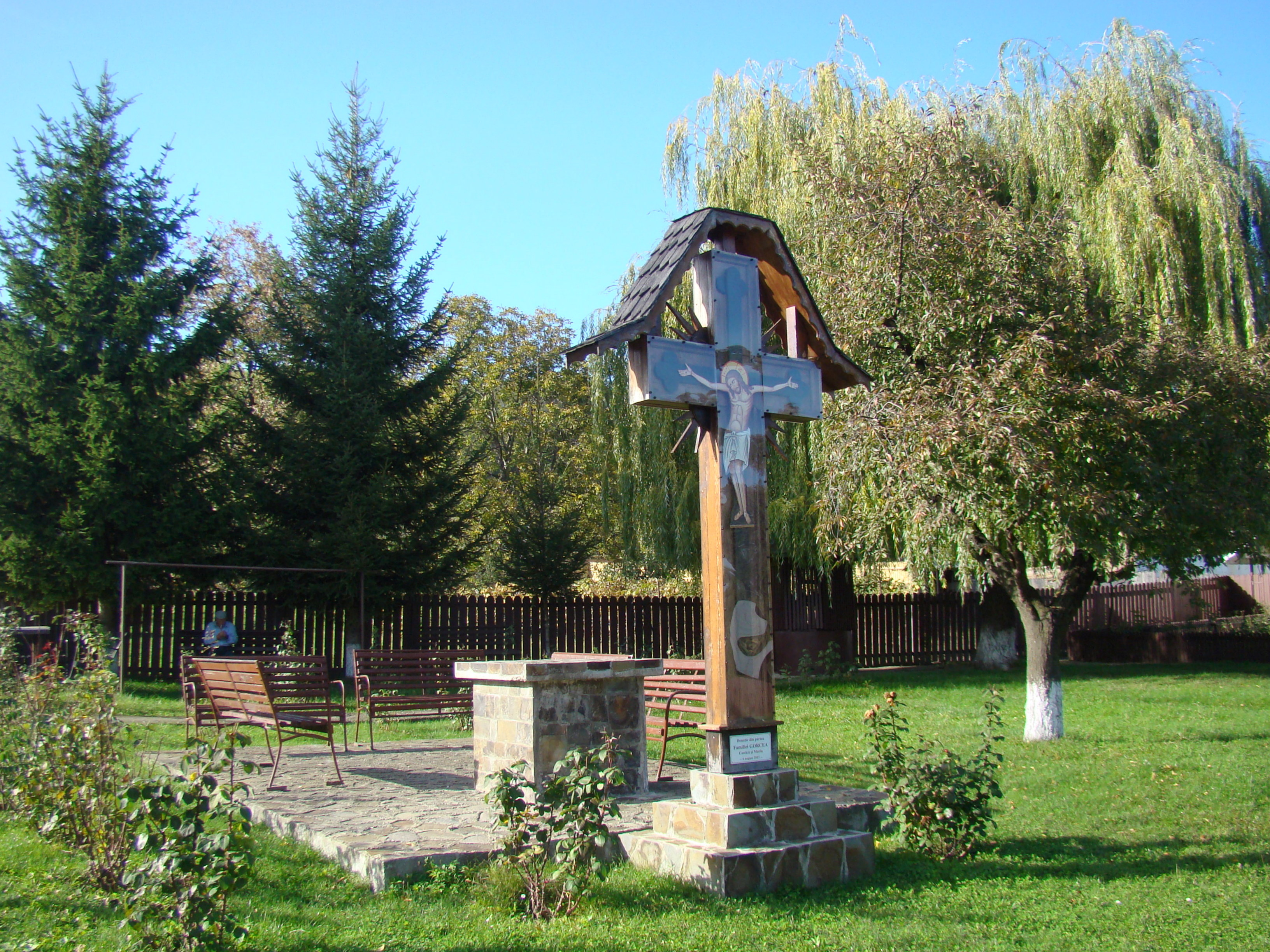
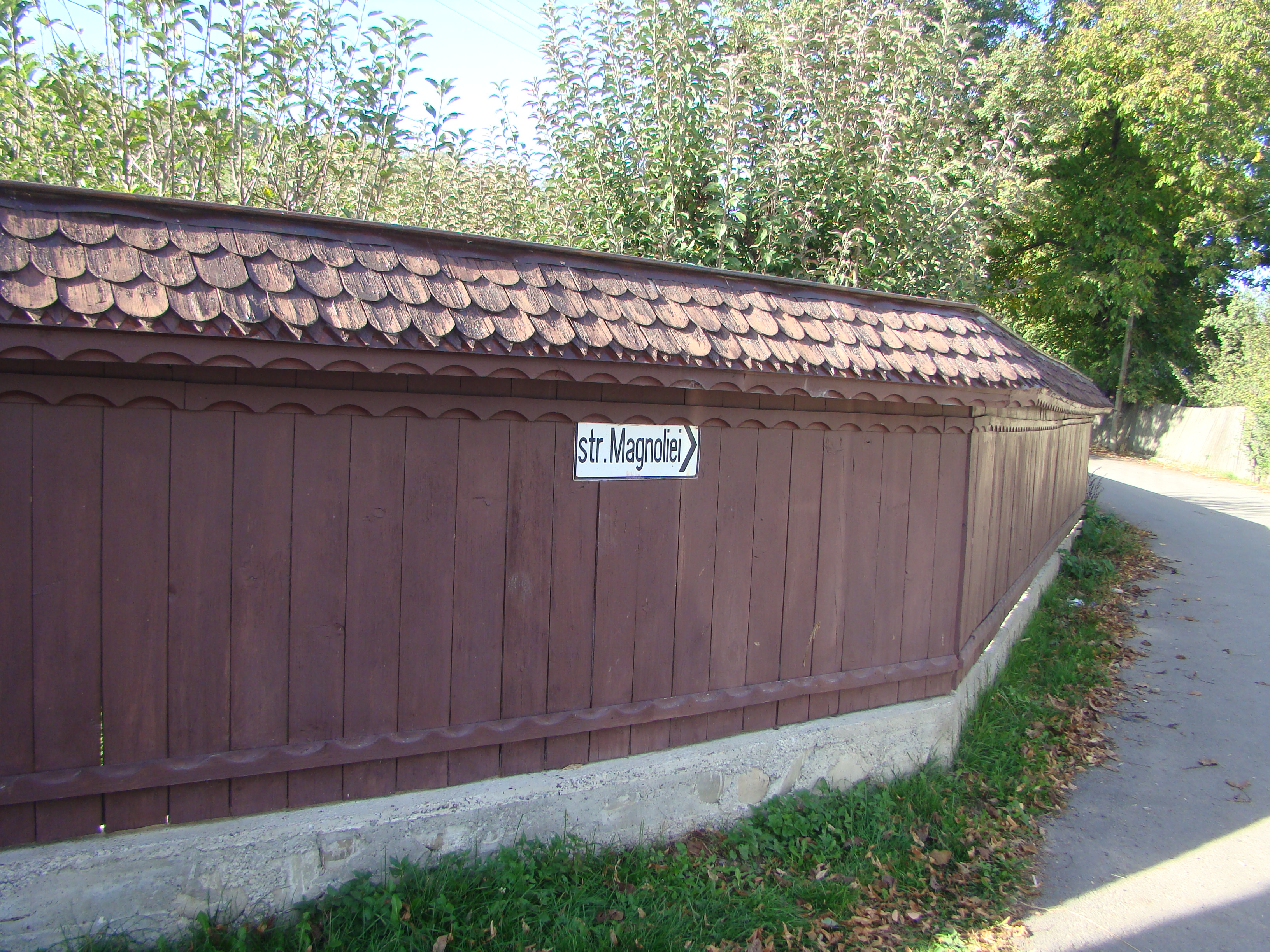
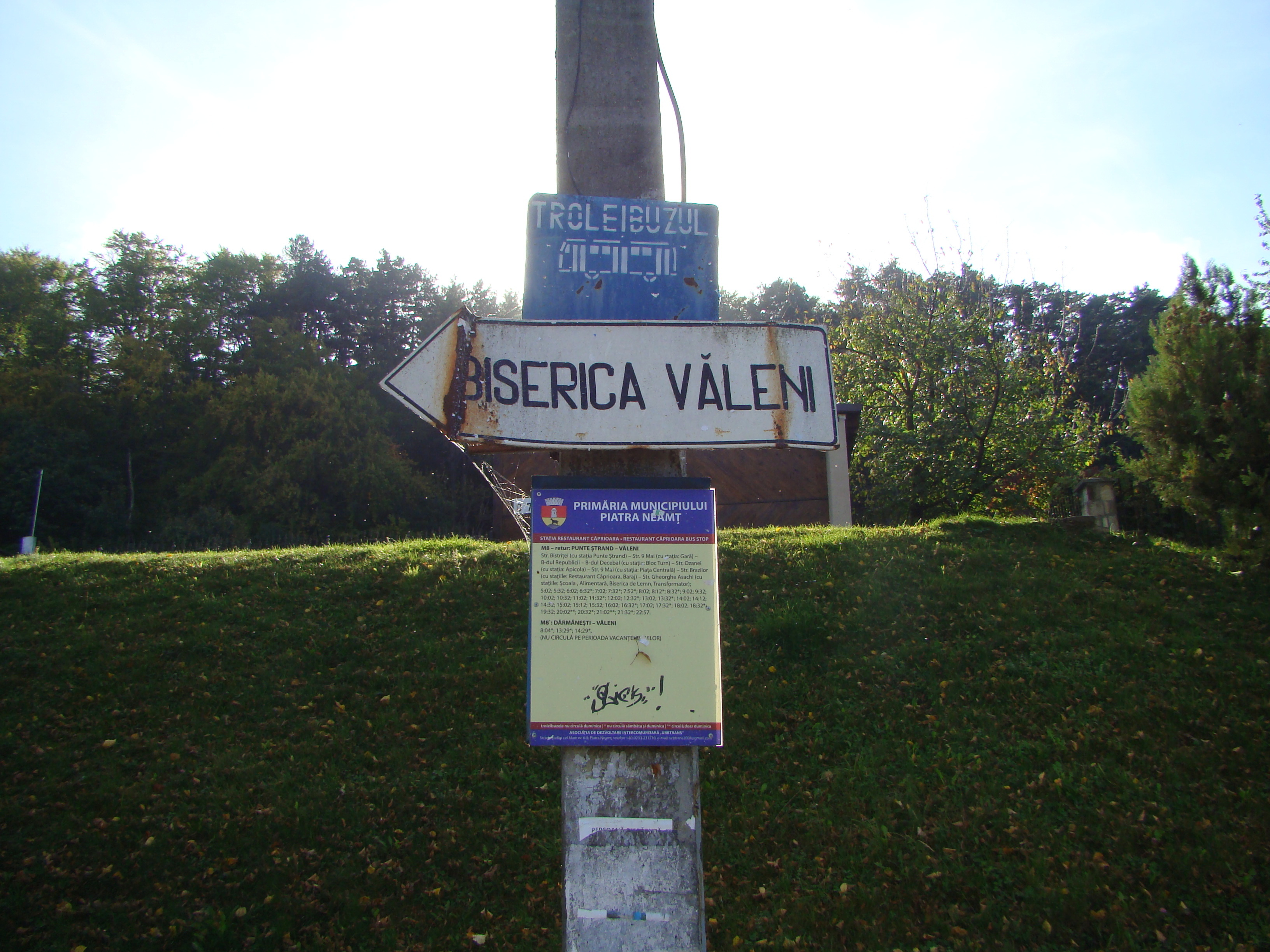

## Imagini din interior

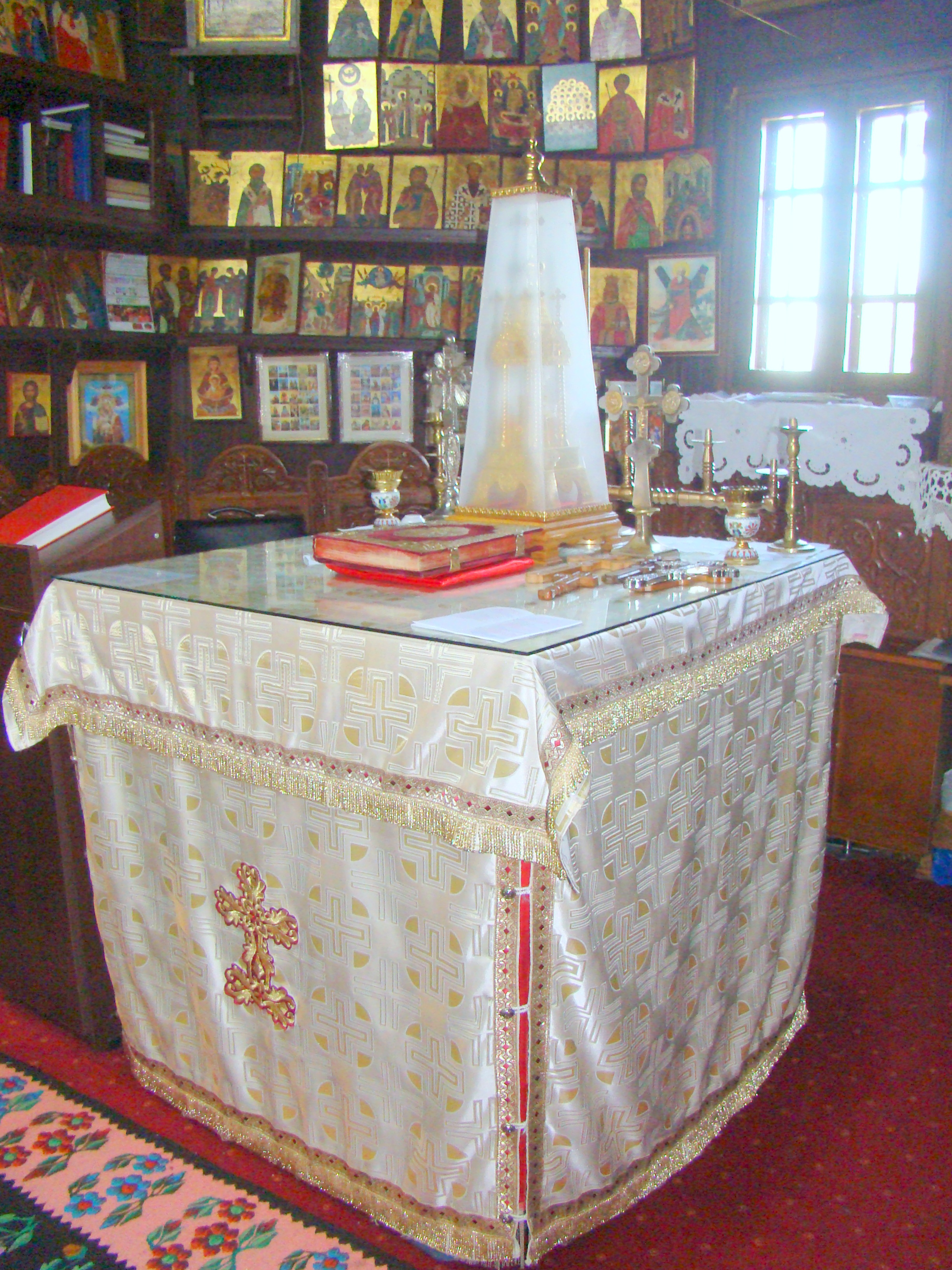
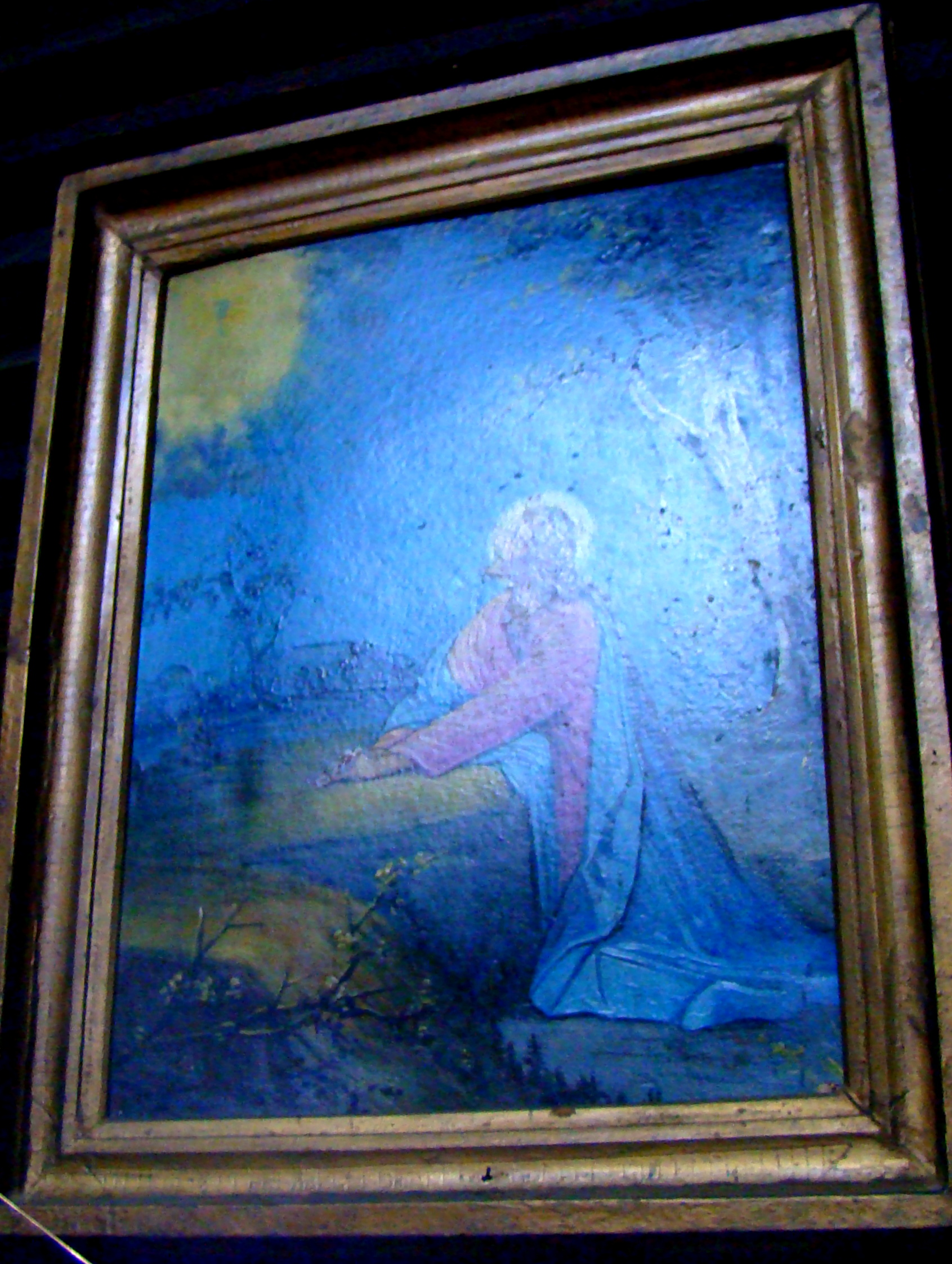
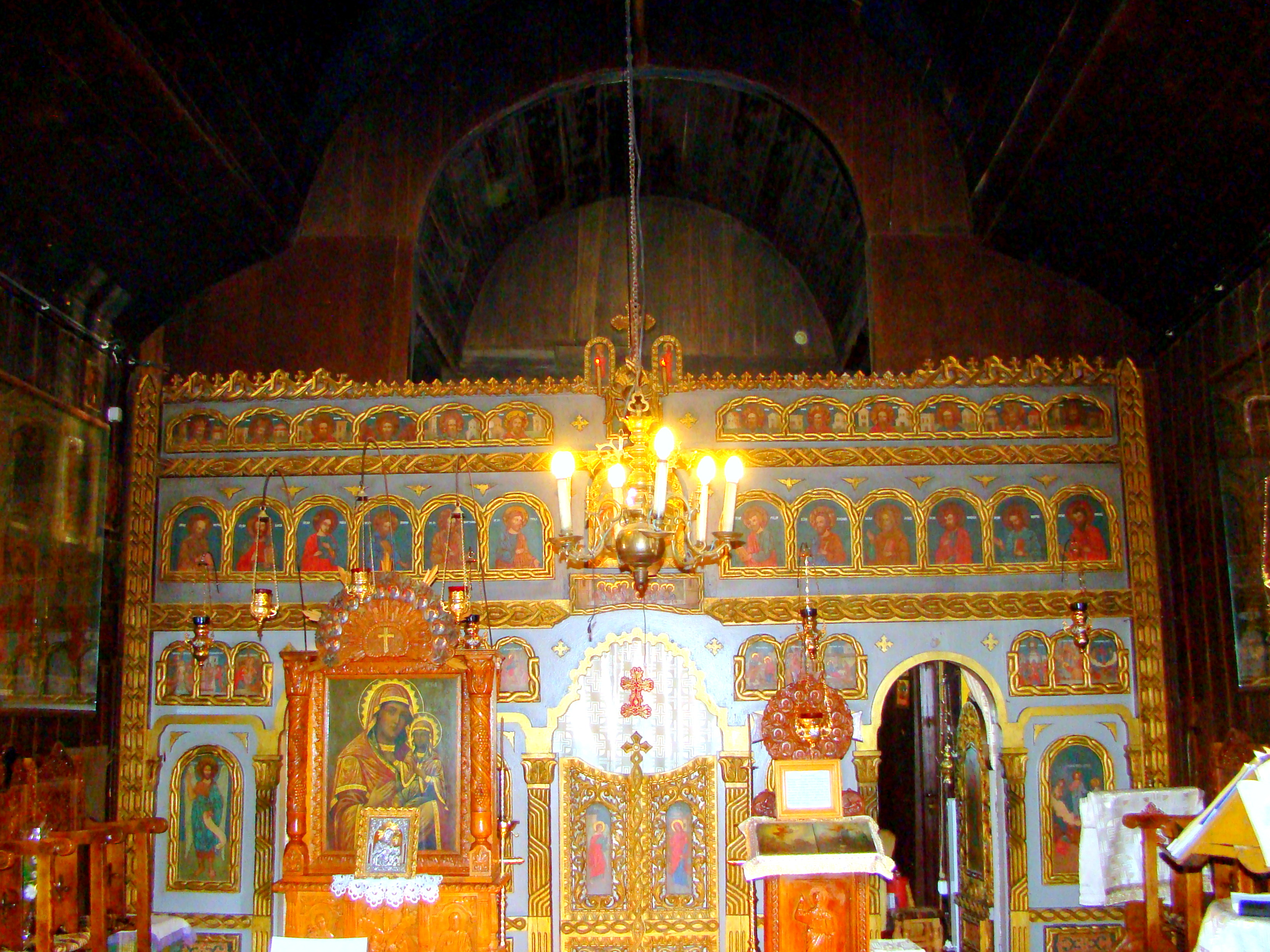
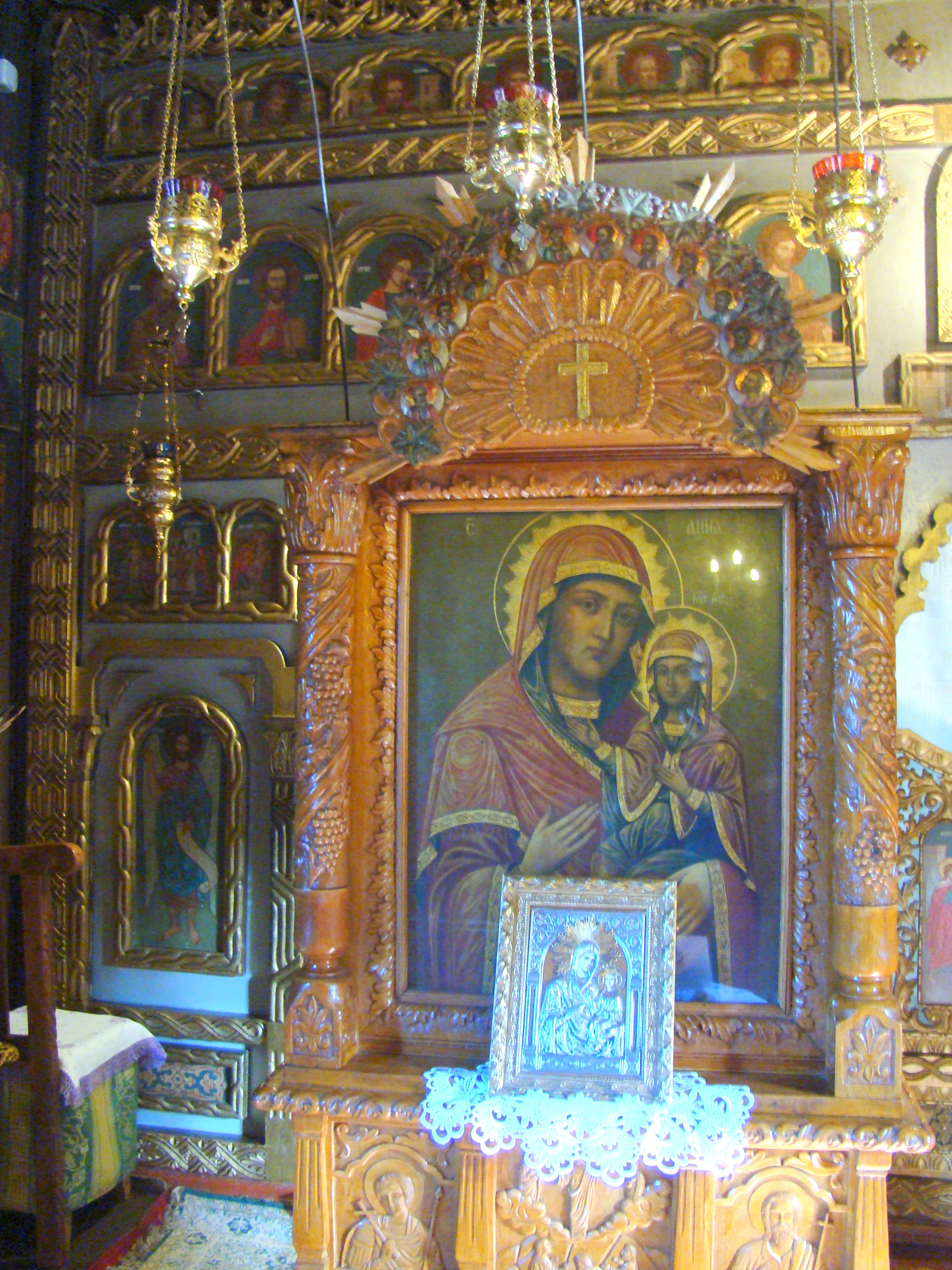
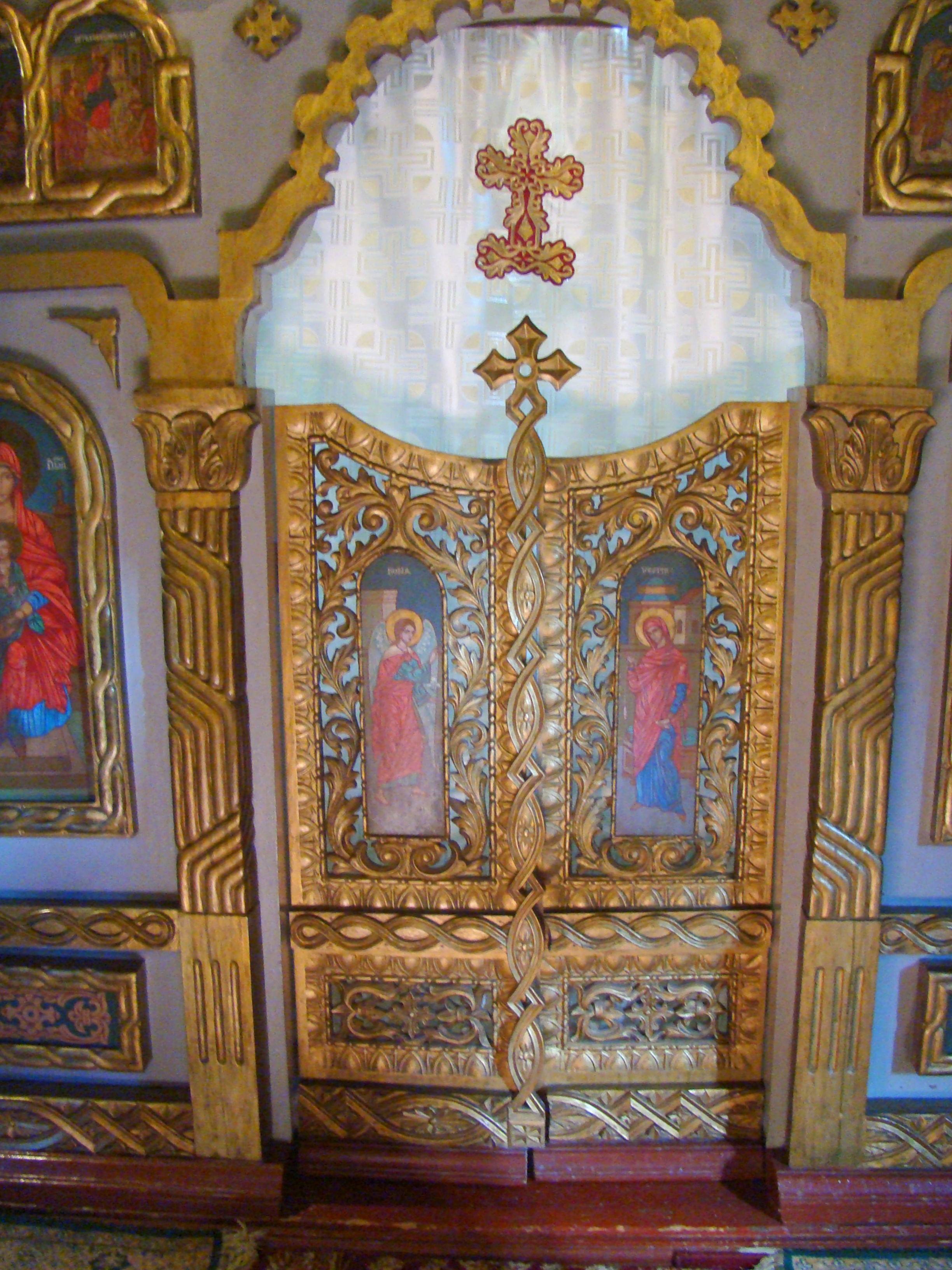
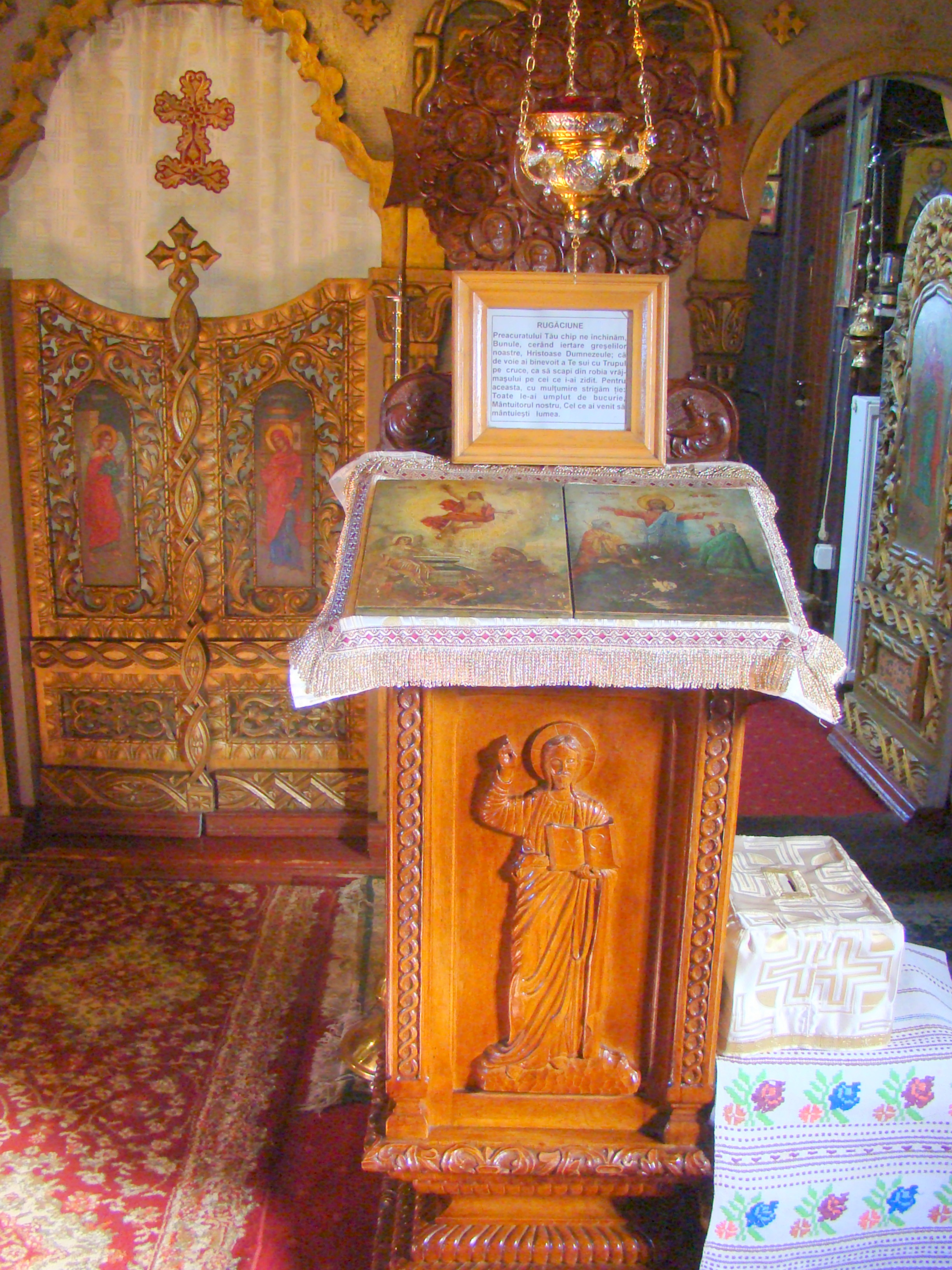
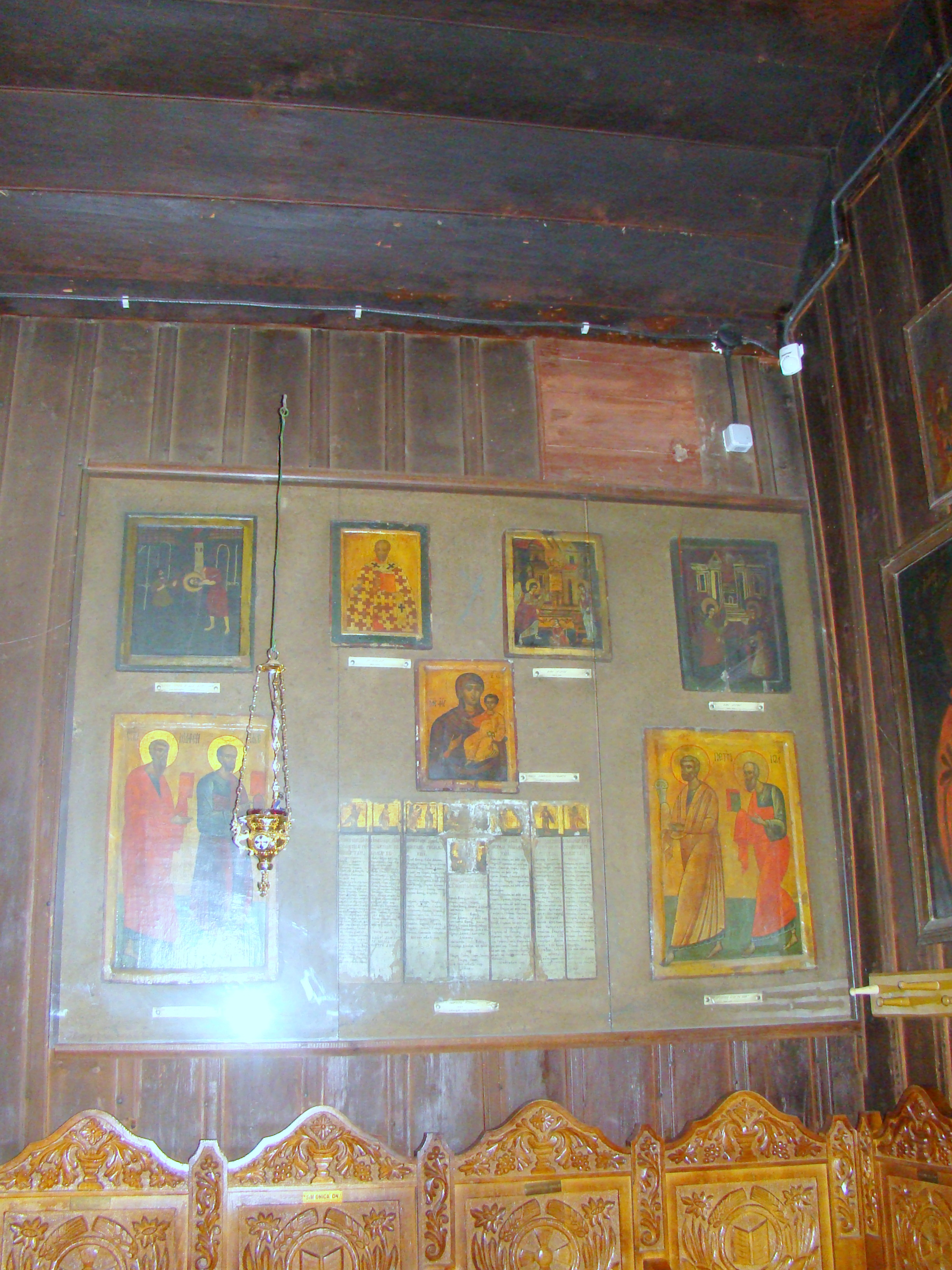
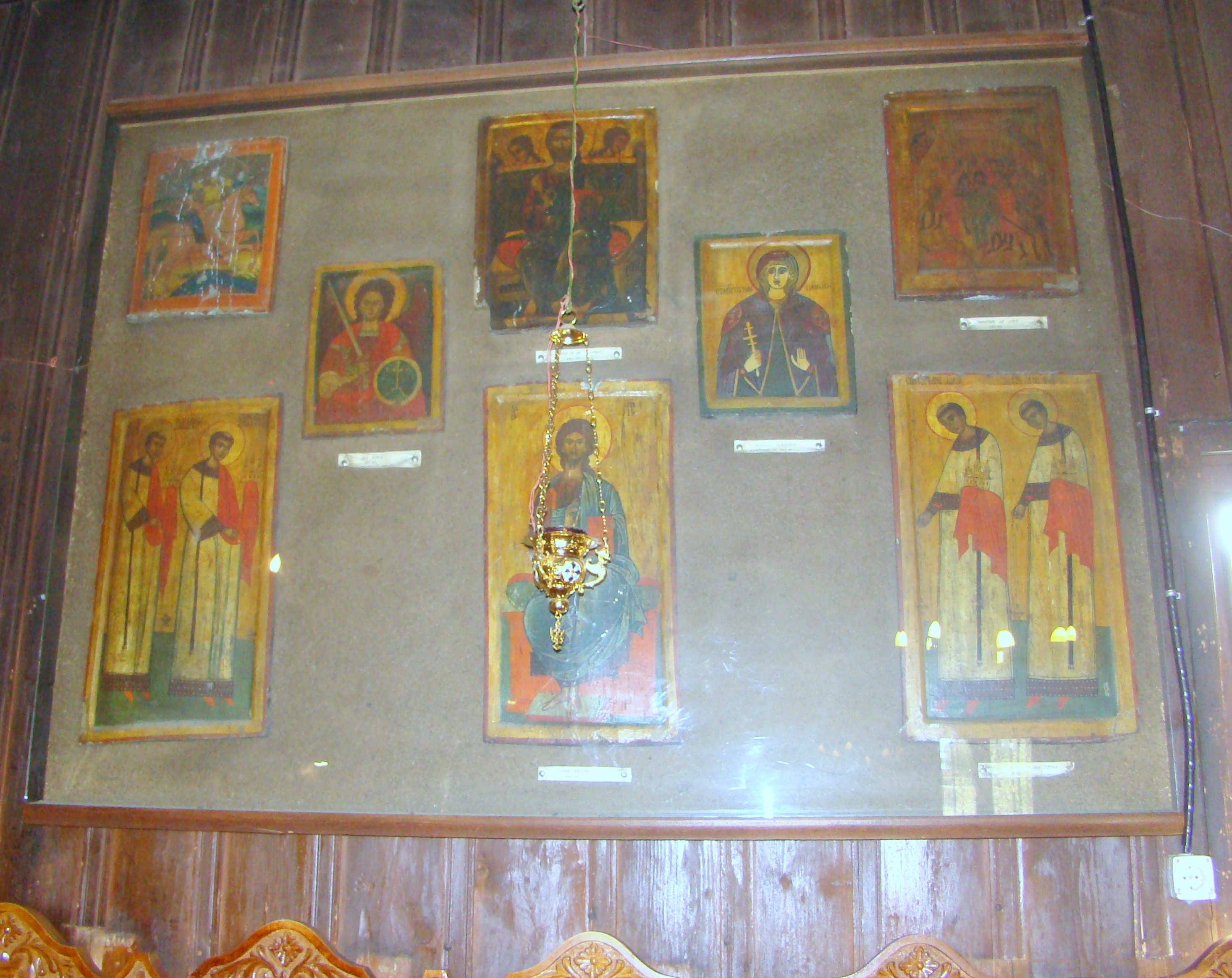
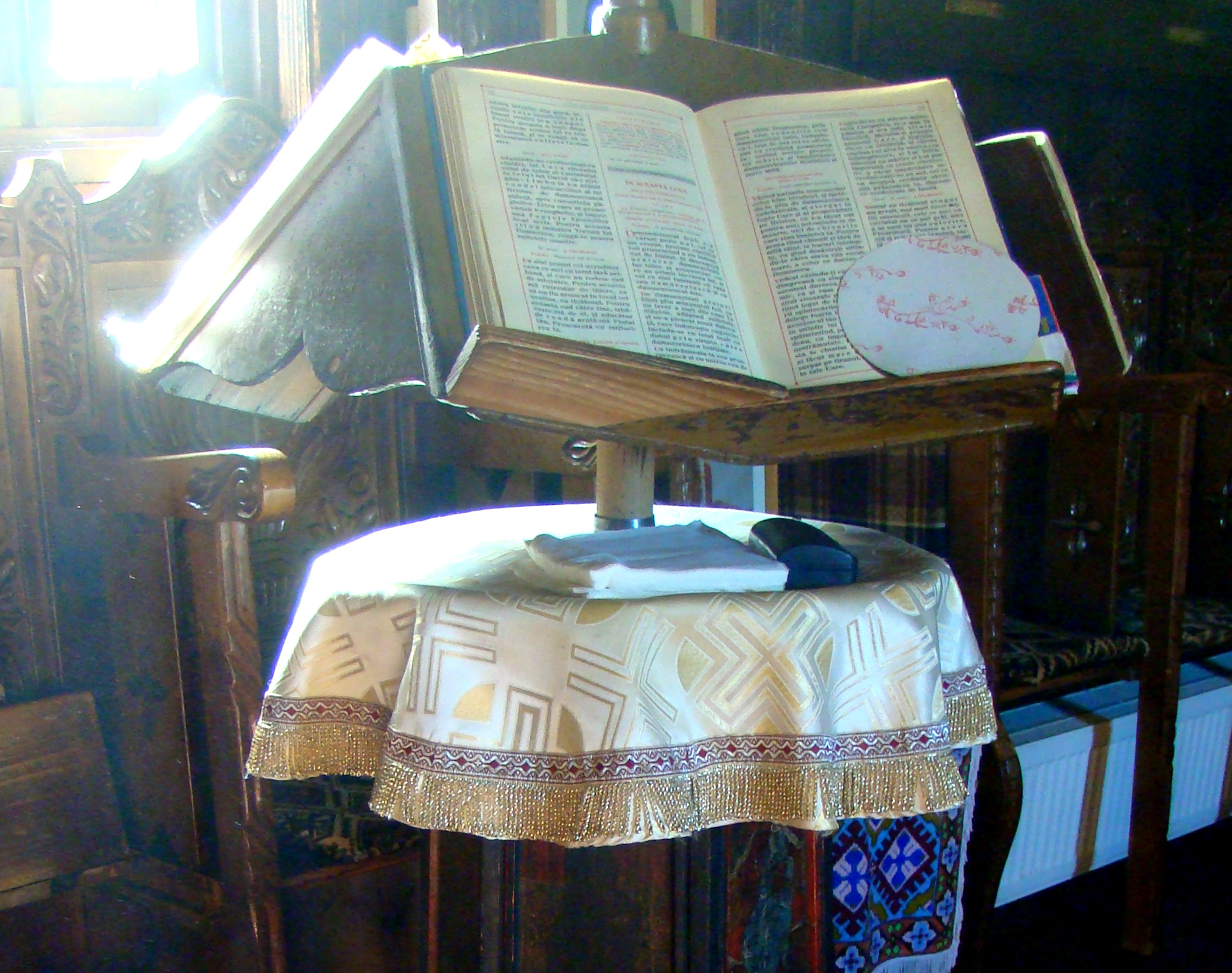
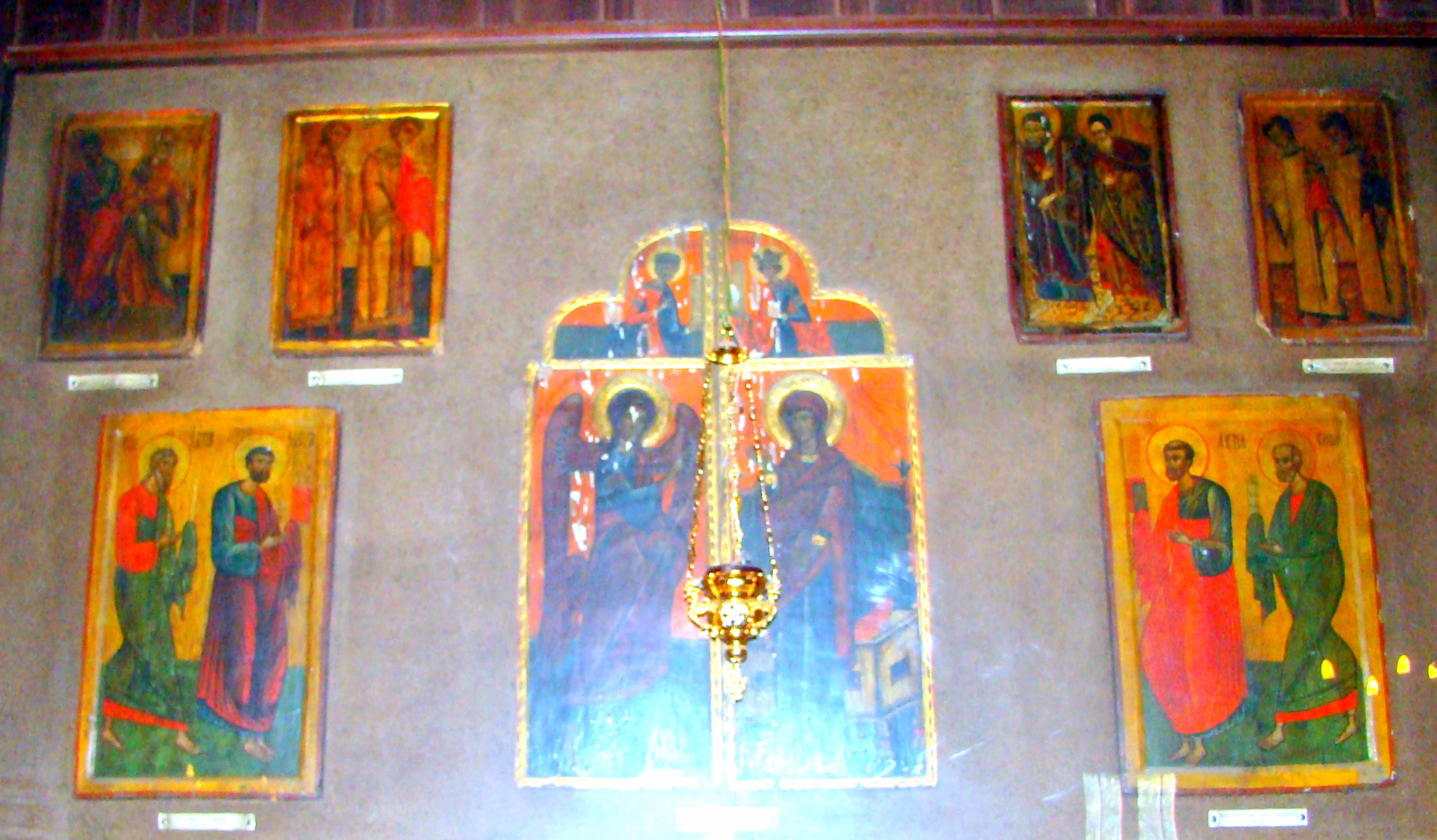
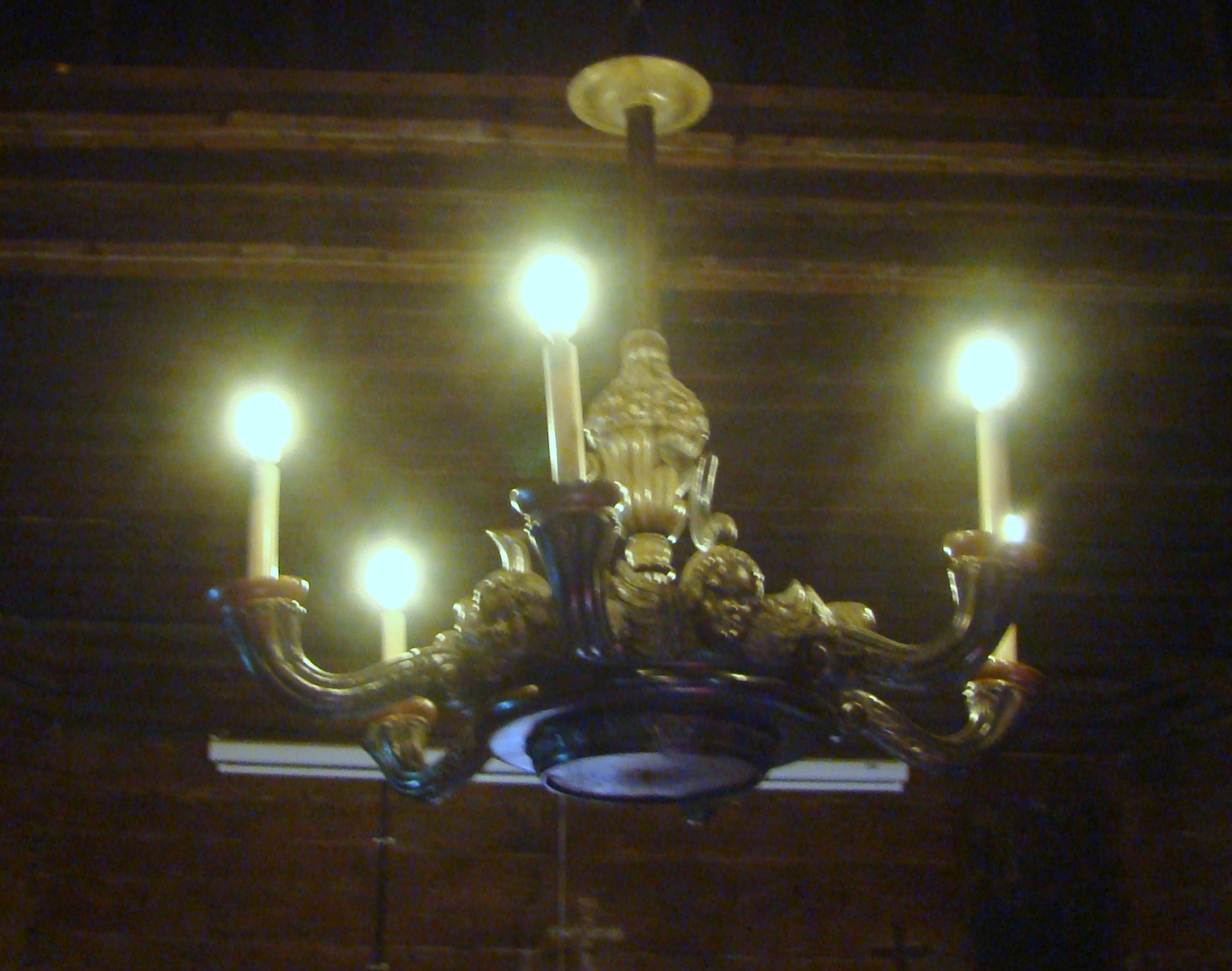
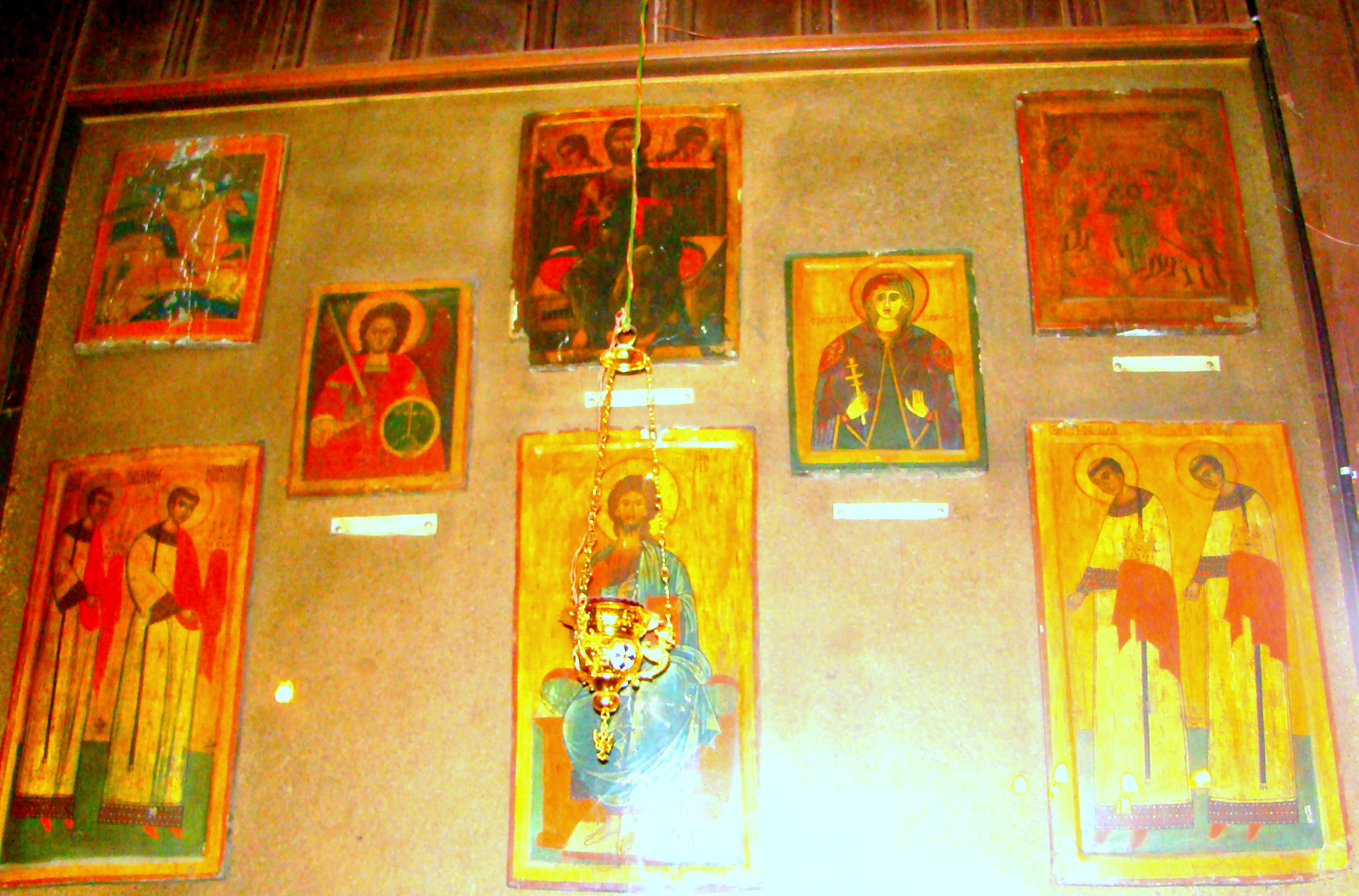
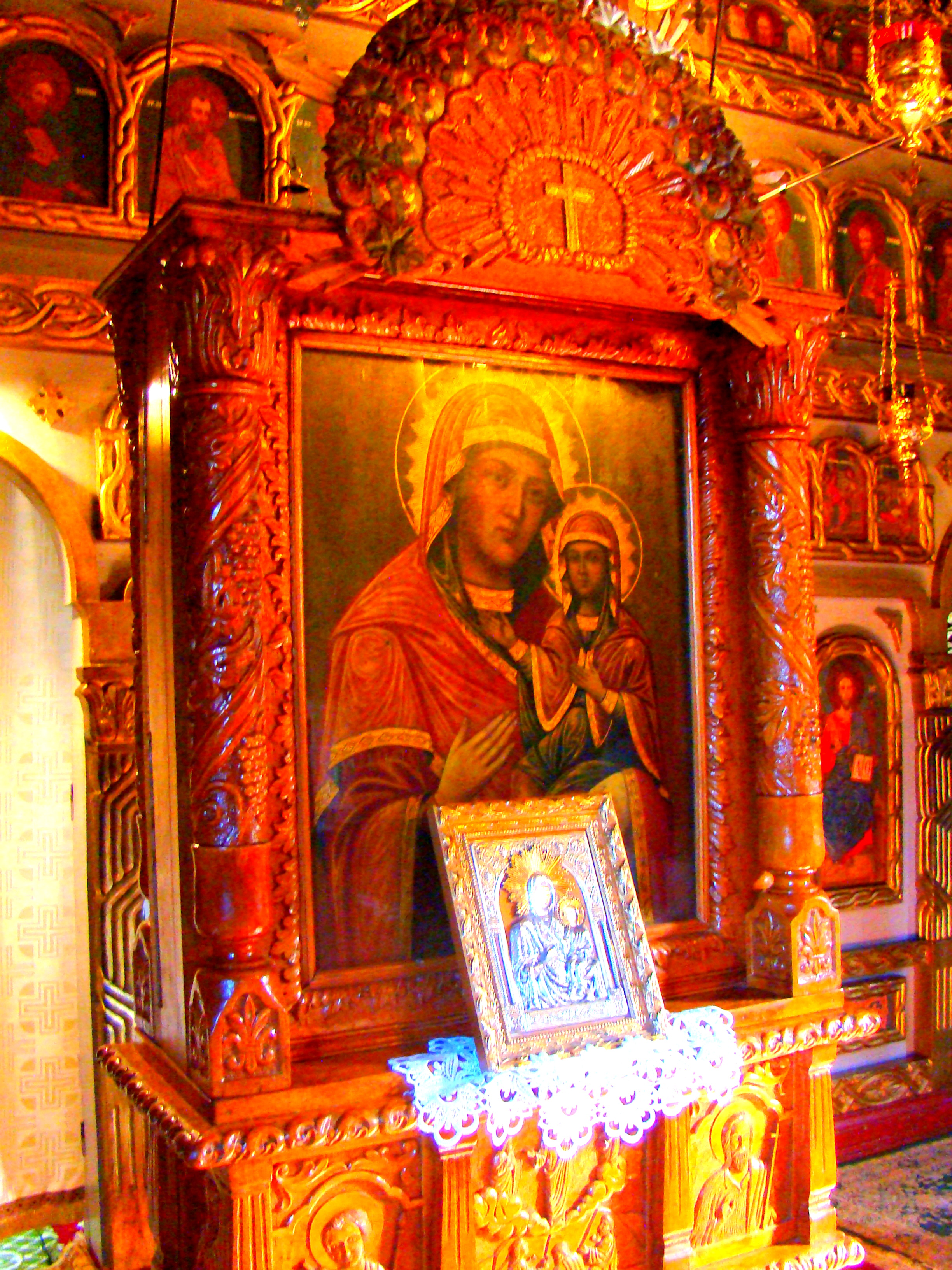
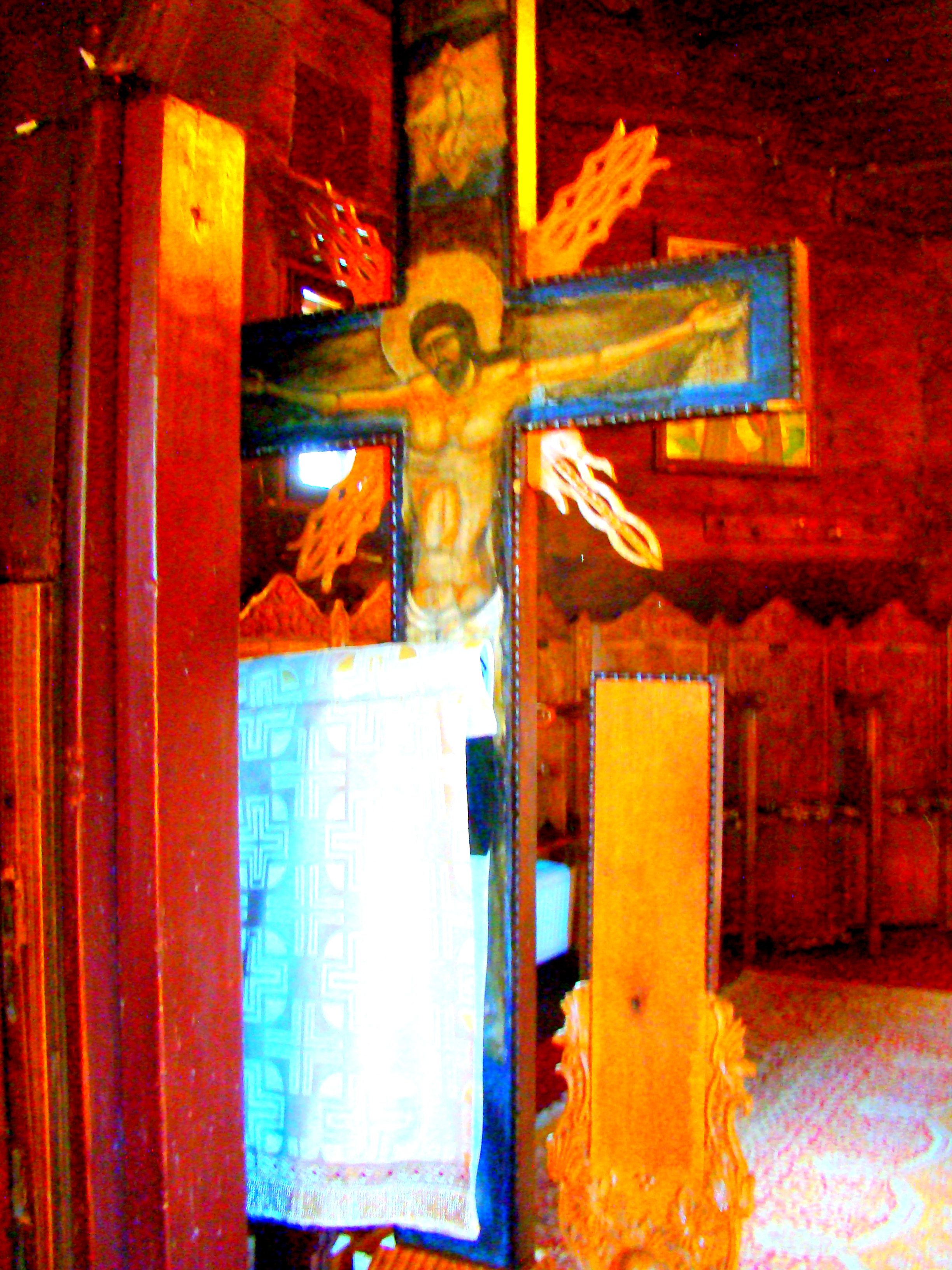
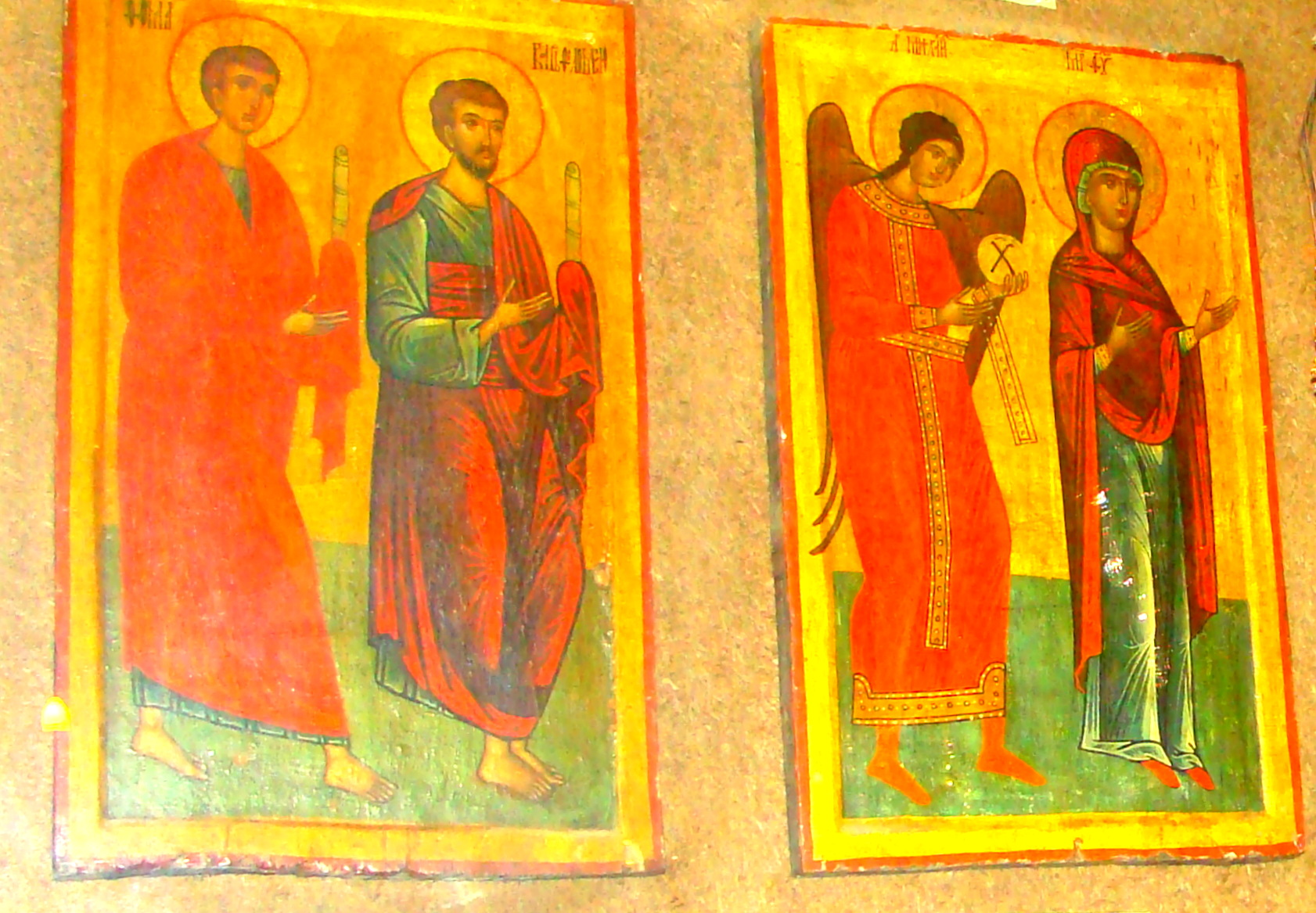
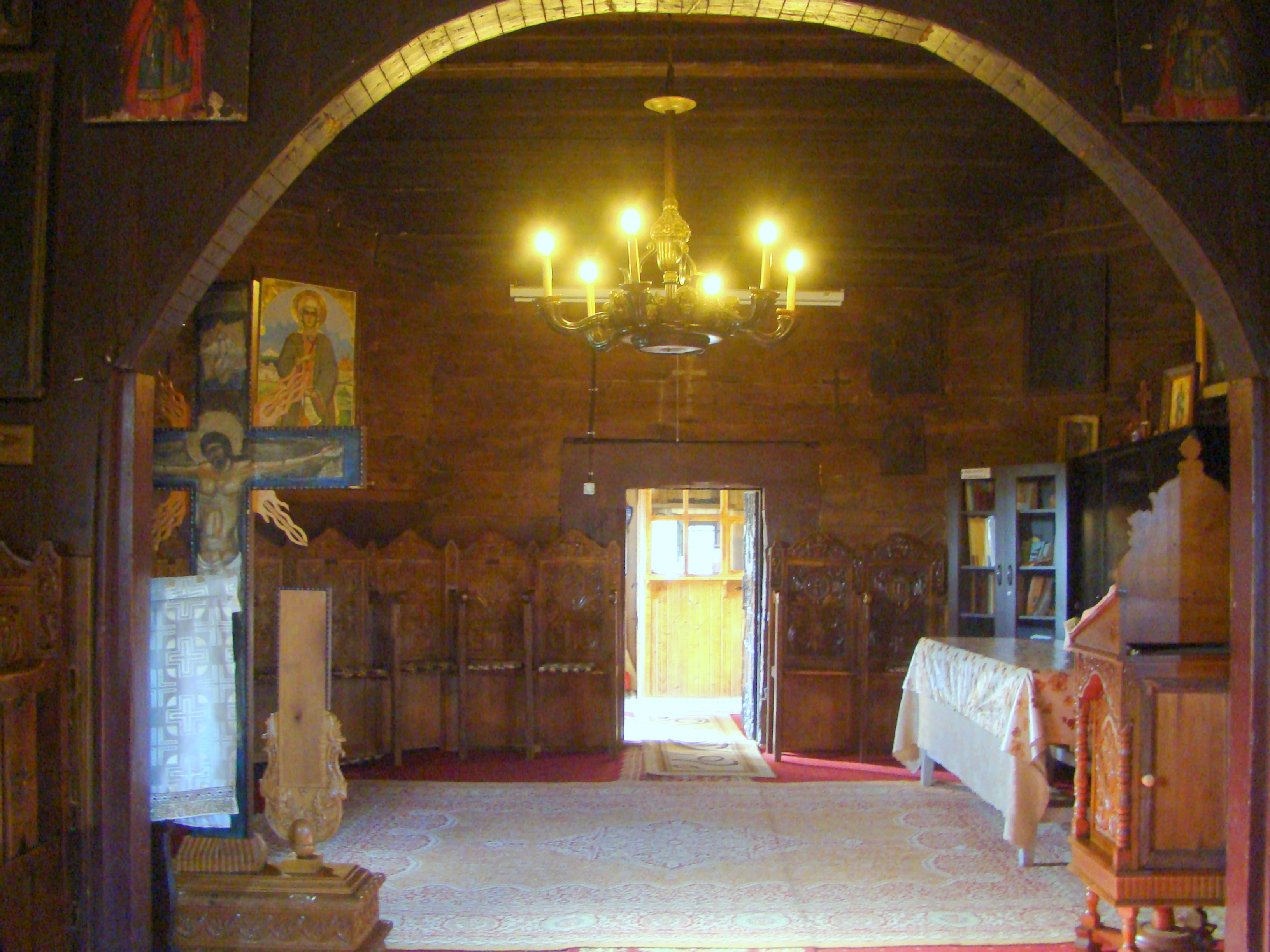
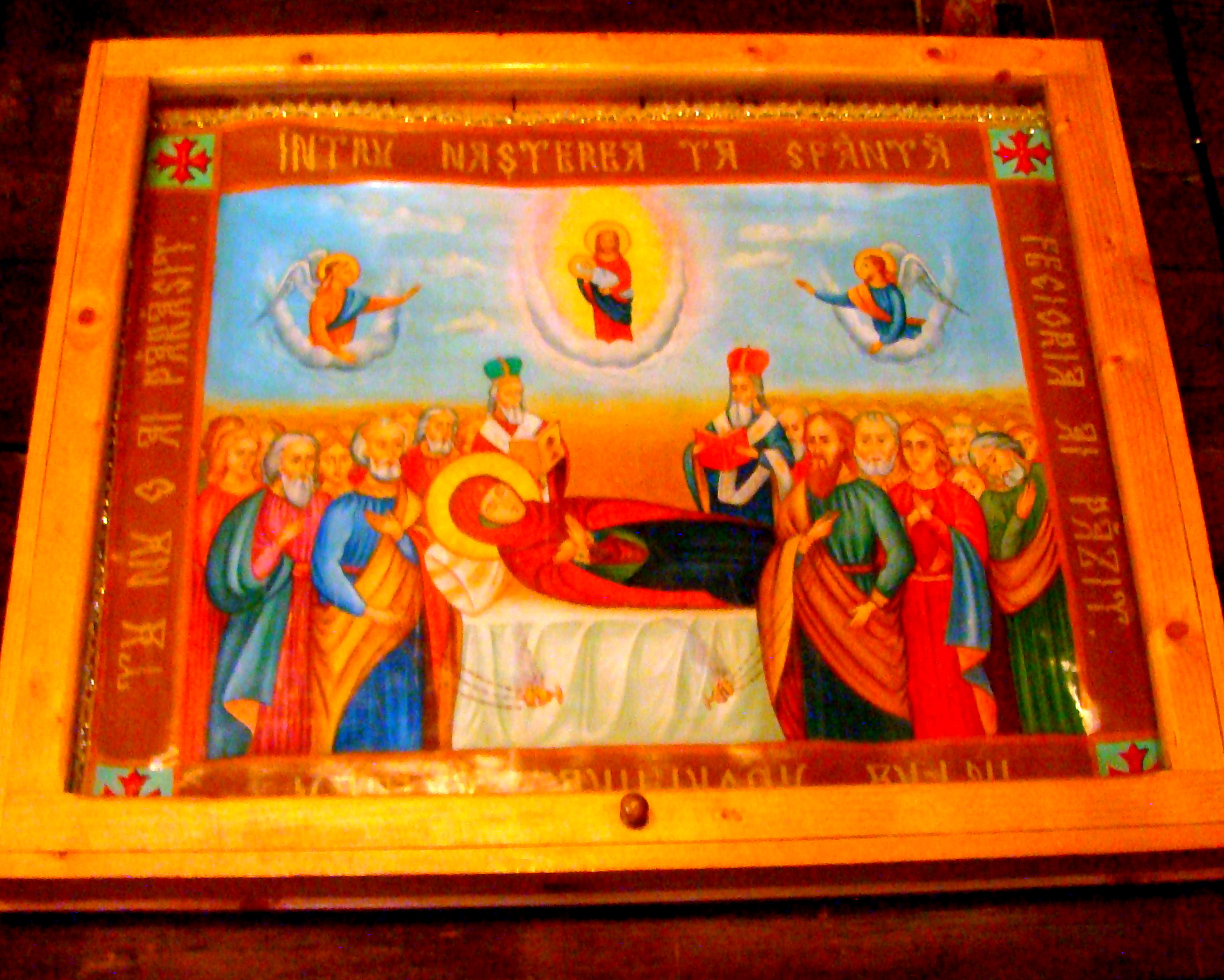
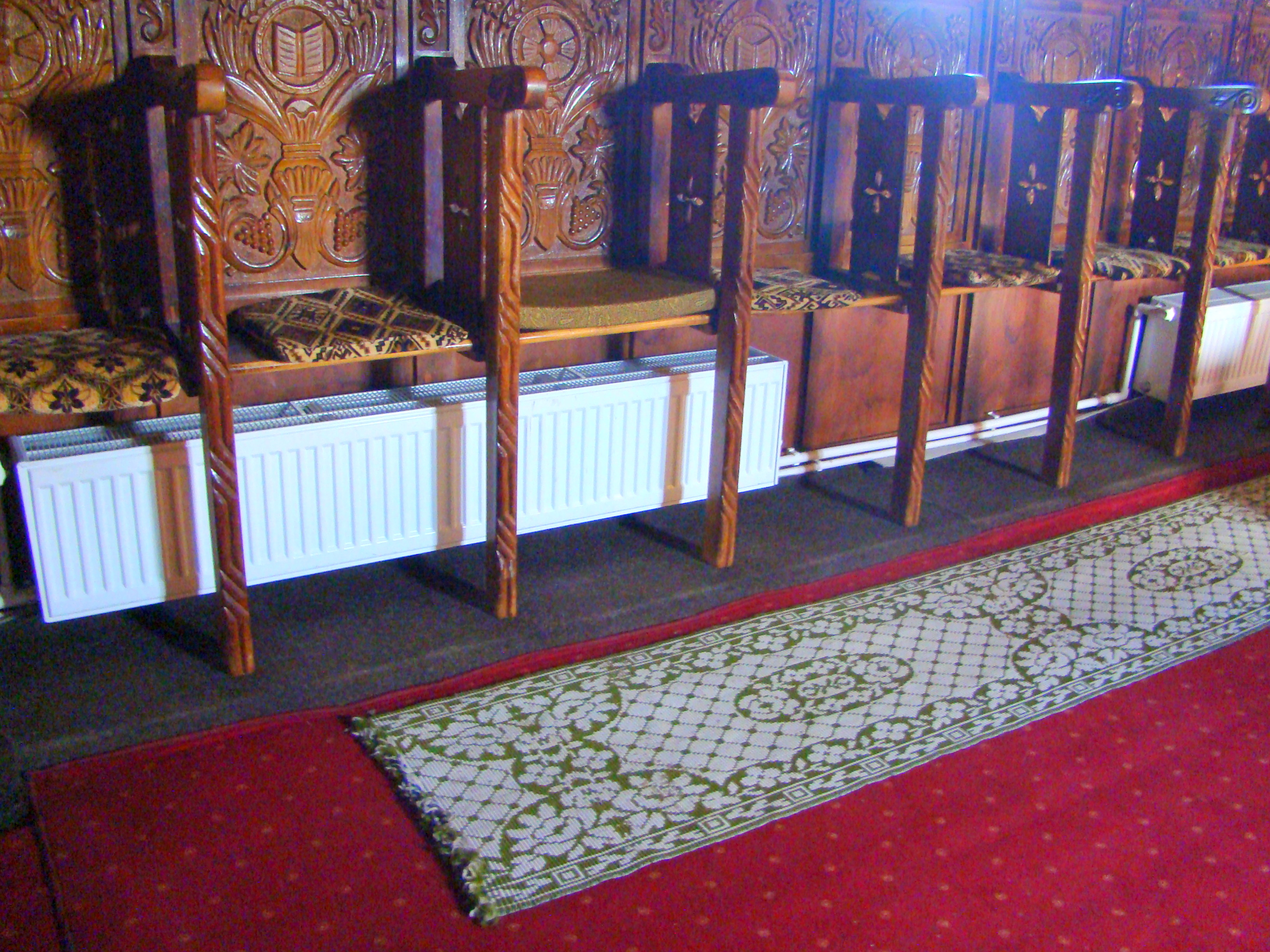
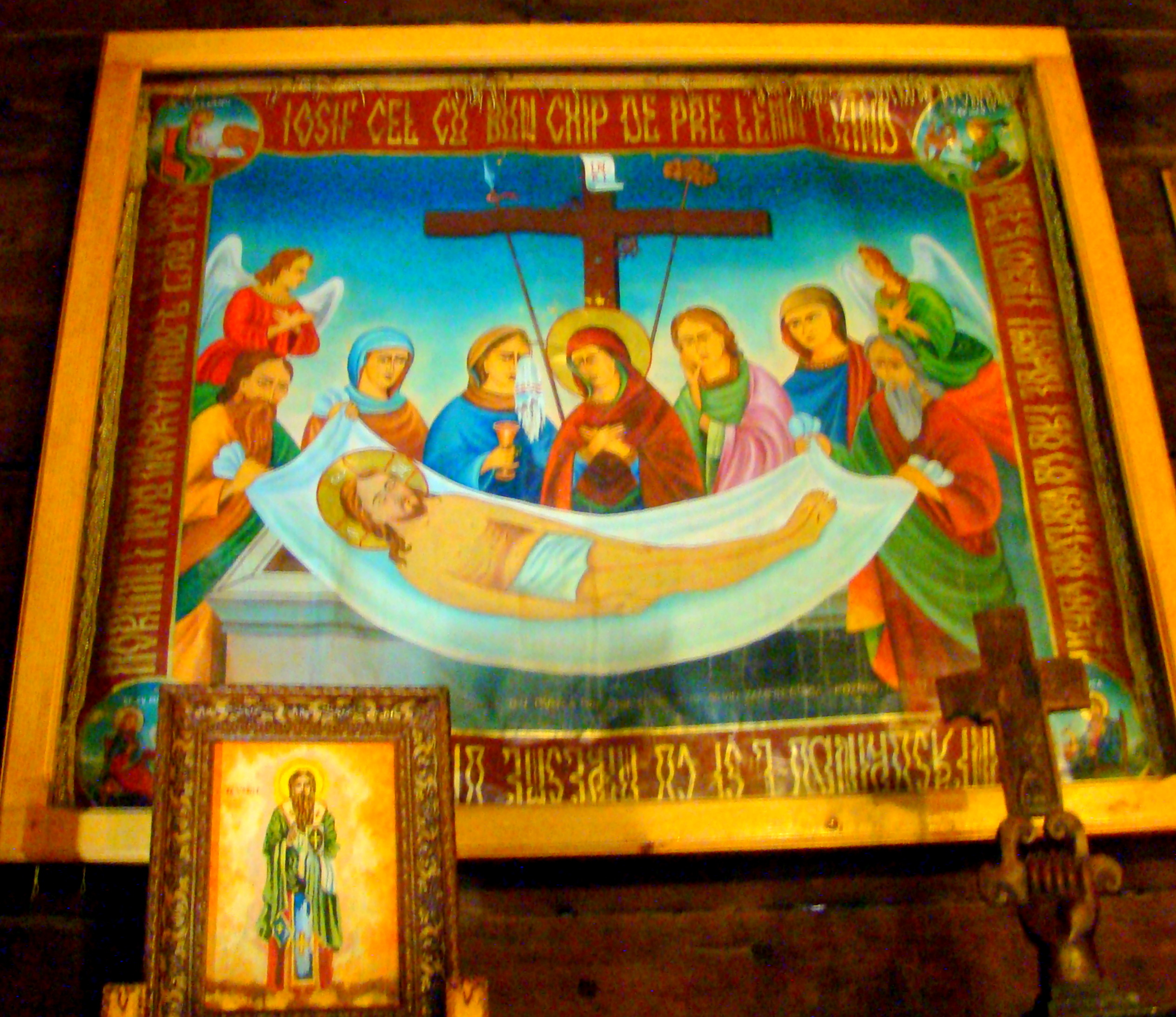
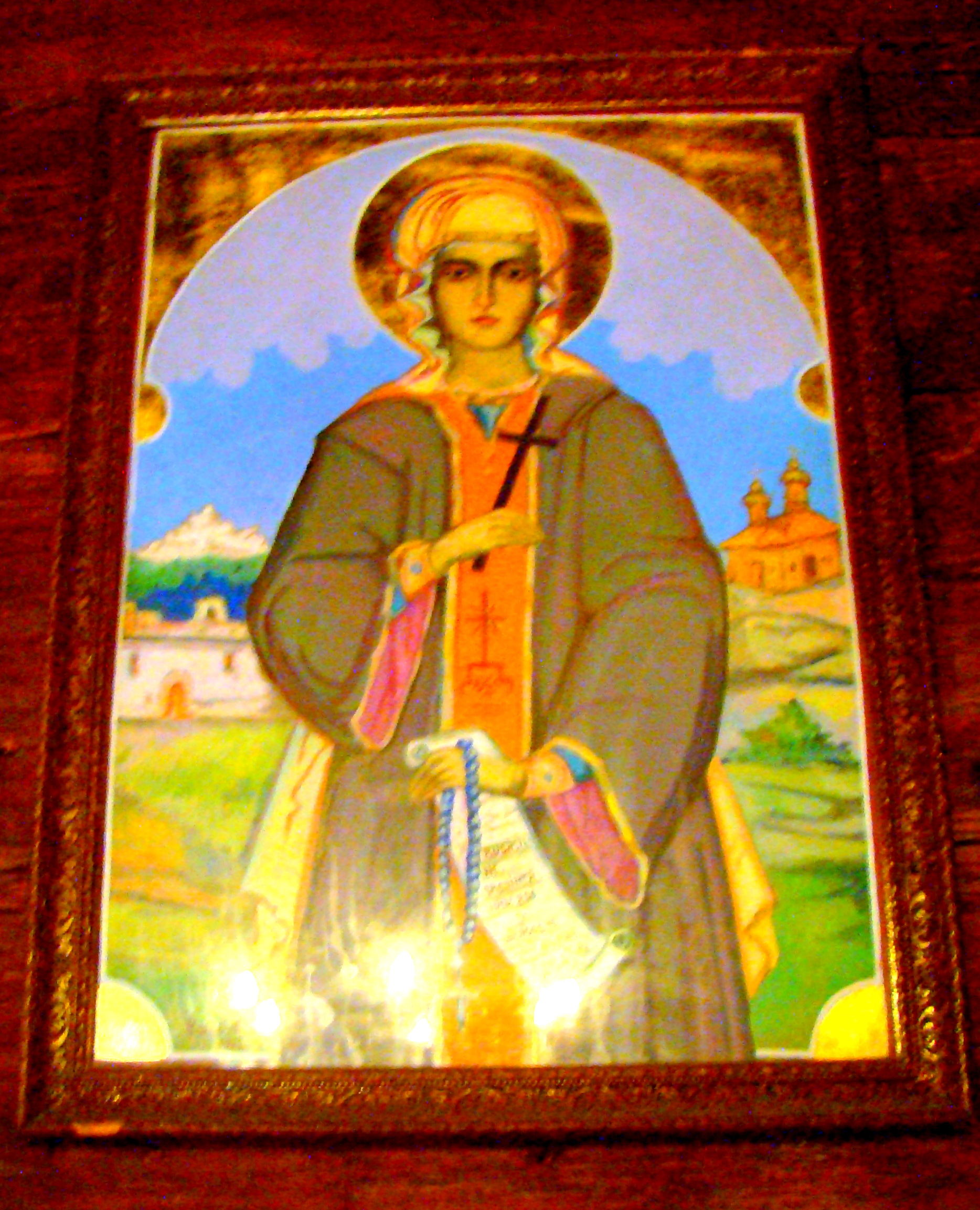
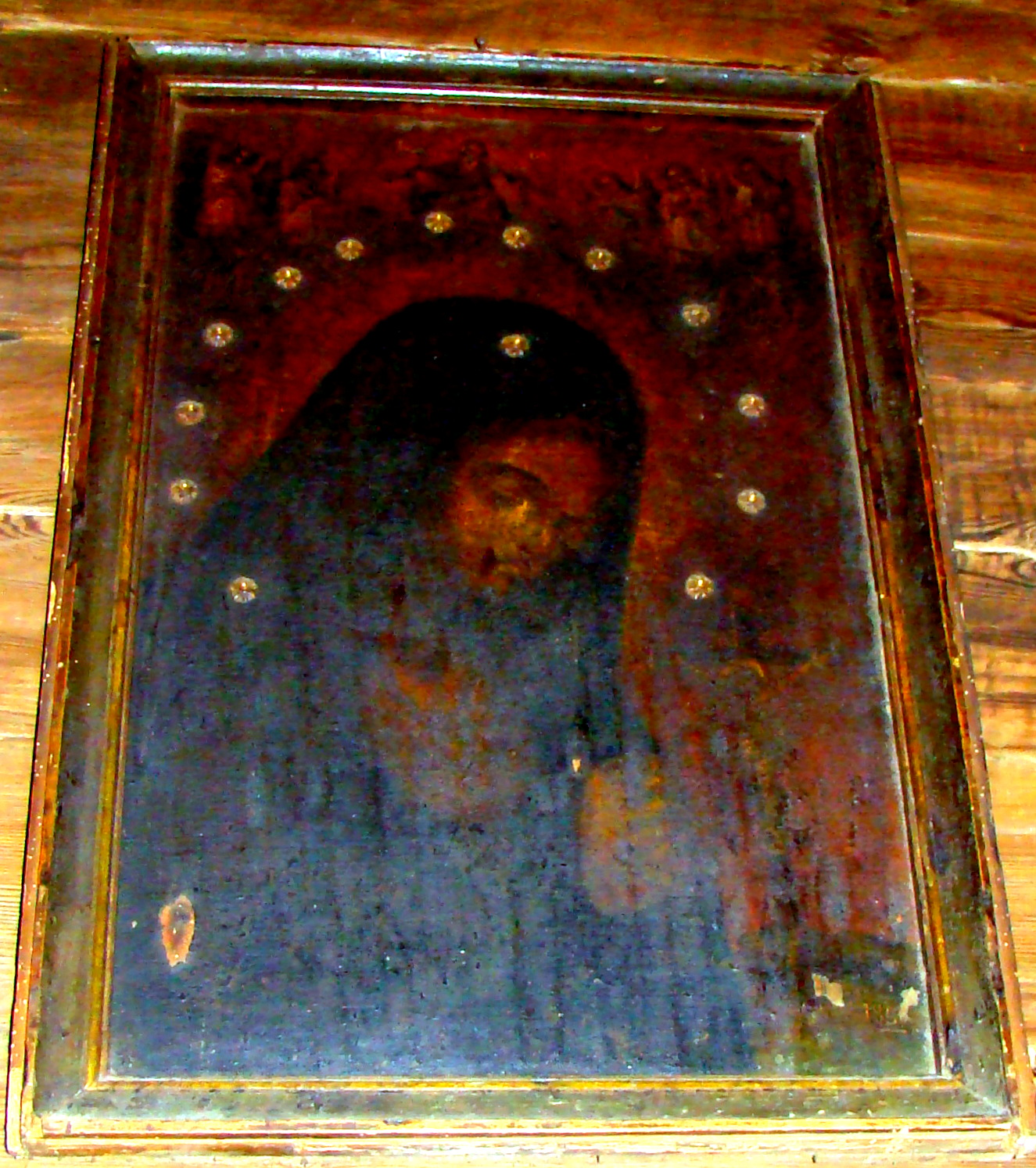
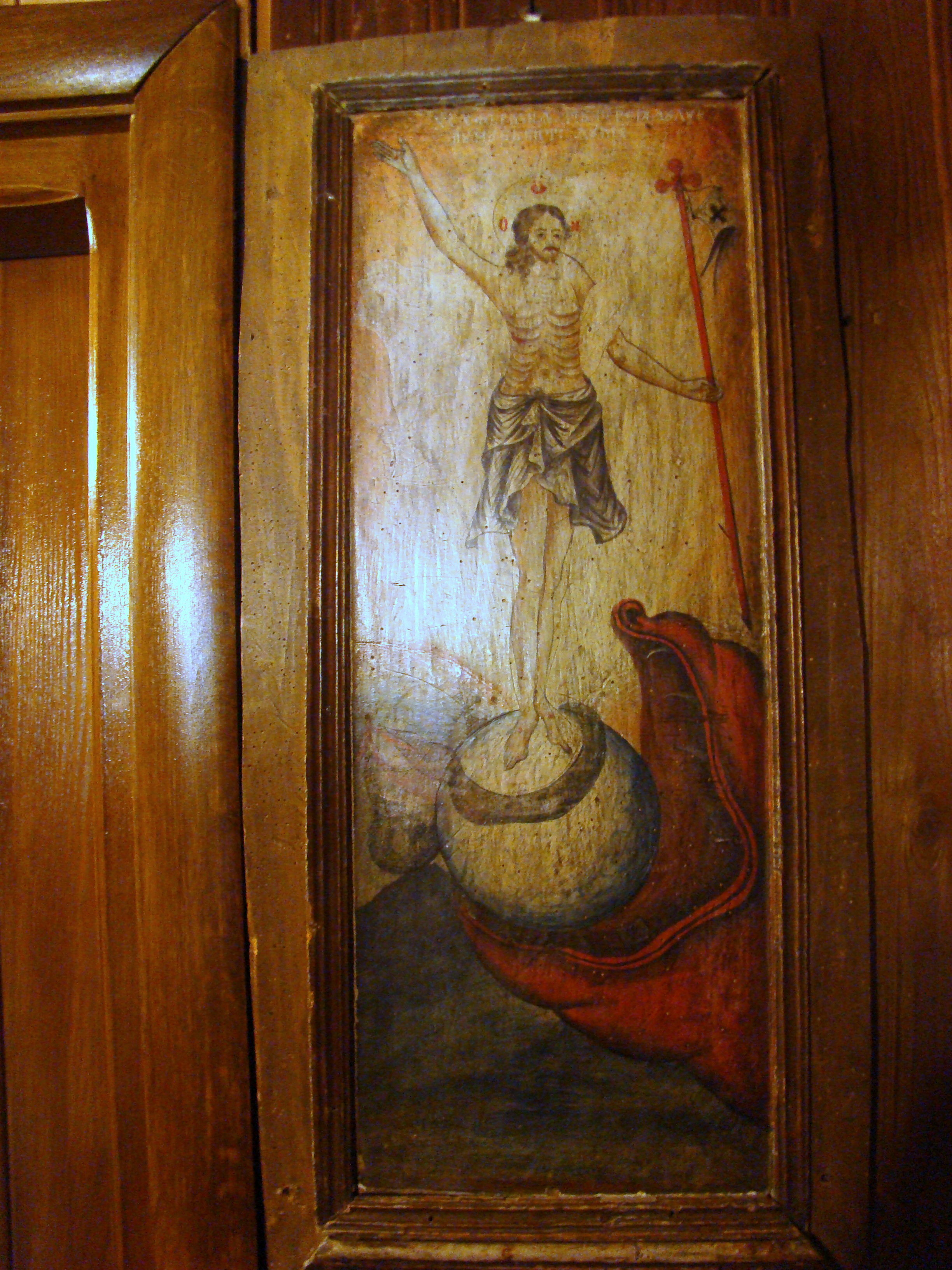
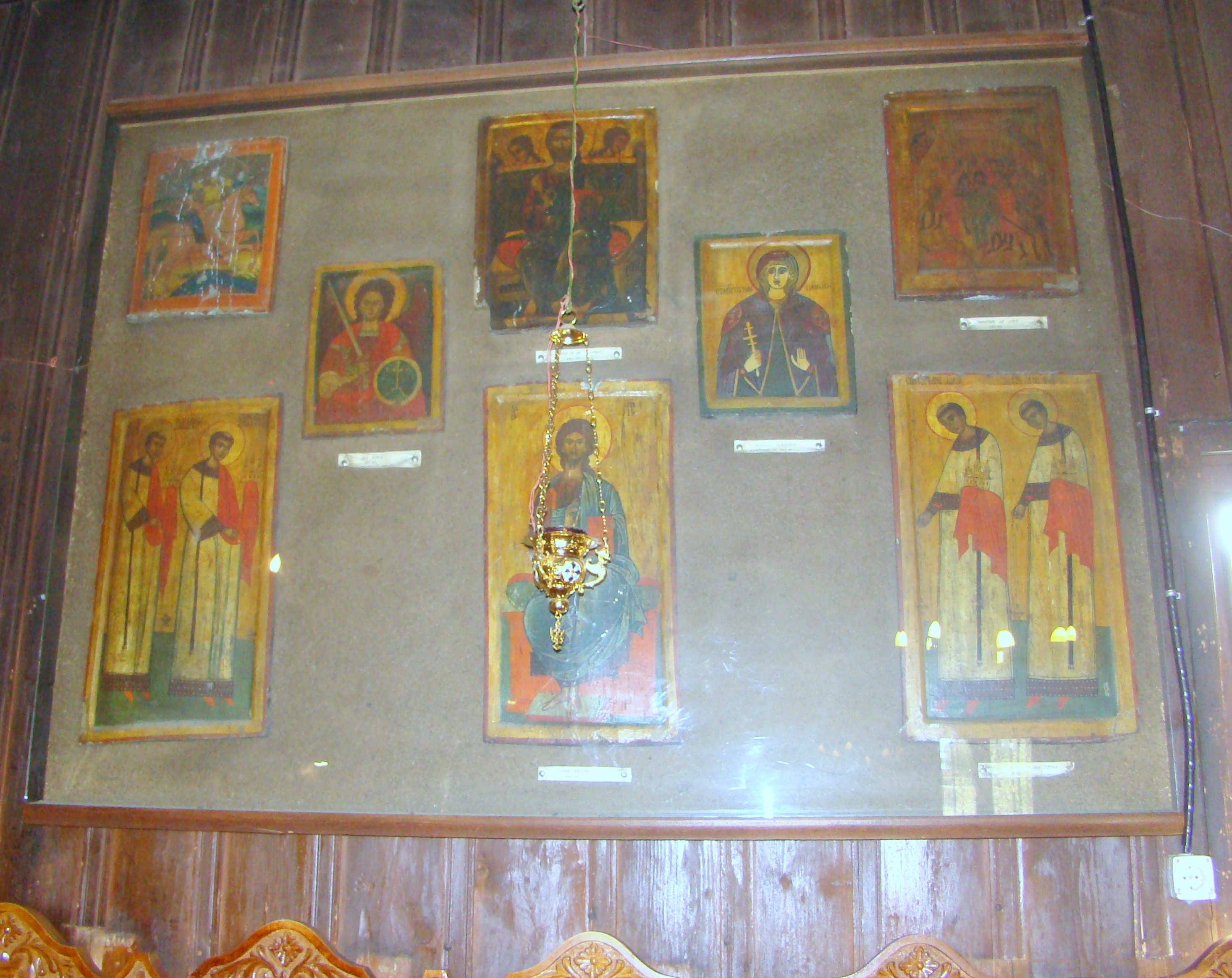